# 西游记 (央视版电视剧)
《西游记》，导演為杨洁，由六小龄童、馬德華、閻懷禮、徐少華、遲重瑞、汪粵、崔景富、劉大剛主演。是一部中国中央电视台以中國四大名著之一《西游记》为蓝本拍摄的电视剧，於1982年10月1日首播试拍集《除妖烏雞國》，自1983年开始每年春节播放当年拍摄完成的几集，1986年春节连播前11集，於1988年春节全部25集拍摄完成播出，当时创下了89.4%的收视率。
1998年，续集开拍，主要故事是正篇中部分未收录的故事情节，于2000年2月首次播出，共16集，导演與主演人員基本相同，但八戒與沙僧被更换。
自首播起，该剧一直受到好评，至今仍然為中国大陸各大电视台寒假及暑假常播的节目。根据不完全统计，至2014年，本剧经地方台重播逾3000次，创下了世界上重播最多次电视剧的纪录。本劇曾經在臺灣八大綜合台播出，香港無綫電視翡翠台在1988年及亞洲電視本港台在1995年12月至1996年2月期間播放粵語版。续集在衛視中文台則冠以《齊天大聖西遊記》之名播放。

## 拍摄

### 基本情况
1981年，中央电视台副台长洪民生在中央电视台文艺部会议上宣布，由王扶林、杨洁分别负责《红楼梦》和《西游记》的开拍计划。
由于当时的技术条件和资金限制，《西游记》第一部的拍摄并不顺利，前后共历时六年。在演员方面，也常常出现一人饰多角的情况，其中角色扮演最多的是马德华和项汉。马德华除了主要扮演猪八戒外，还客串了众多小神、路人、山神、外国使节。项汉除了在剧中负责武打和美术外，还扮演了顺风耳、黑熊精、高才、土地爷、黄狮精、强盗、阿傩等。
在特技方面，剧组采用了大量土办法，其中很多手段都是20世纪初中期世界电影界拍摄科幻片的常用手段。例如演员从高台上跳下，将胶片反放来实现平地飞升的效果。在剧中，所有神仙妖怪角色的出场和退场统统是以一道烟火的升起来表现的（烟火是此电视剧使用最为广泛的特效）。也由于此，原著中描写的许多场景都没有搬上荧幕，比如哪吒在战斗时会变为三头六臂。即便如此，西游记的特效在当时也算是中国的最高技术水平，被广大观众所追捧。
西游记第一部拍摄时，除了技术和条件上的重重困难，还有中央电视台内部的反对声音。在第一部拍摄时，中央电视台内部流传着对杨洁导演拍摄进度的质疑：“国家不应该拿这么多的钱让她去游山玩水！”有人甚至在中央电视台的党组会上流泪说：“领导最大的错误就是没有让《西游记》停下来！”1986年，剧组正在浙江绍兴拍摄时，一个由中华人民共和国财政部、中华人民共和国广播电影电视部和中央电视台联合组成的三人调查组抵达绍兴调查，因为“《西游记》乱花钱、不拍戏、专门游山玩水”的罪名已被反映到中共中央。调查组来到绍兴，才得知剧组的拍摄条件有多么艰苦。中央电视台对同期拍摄的电视剧《红楼梦》没有预算限制，而且领导经常探班，但对《西游记》预算限制很多，而且没有一位领导来剧组探班。自1982年到1986年，《西游记》陆续播出11集，后来央视拨款经费花光了，由于中央电视台不再提供资金，剧组经制片副主任李鸿昌联系，从铁道部第十一工程局（今中铁十一局集团有限公司）获取了人民币300万元赞助资金，终于拍摄完成了25集（原计划拍30集，因没钱而砍掉5集），前后共花人民币600万元。
1998年拍摄第二部时，剧情被安排为倒叙，即唐僧师徒回国后向唐太宗讲述西行途中的故事。因此，第二部各集的故事前后并不连贯。第二部继承了第一部所塑造的角色性格以及每集的风格，增加了打斗比重，并借助现代技术使之更有观赏性。
两部加起来，除了唐王游地府之外，基本覆盖了原著全部故事；仅留下几个比较平淡的故事没有拍摄，如猪八戒在稀柿衕开路一节。

### 外景地

孙悟空被压五行山下场景的取景处，云南石林

西游记的外景地遍及中国各地，其中比较著名的有湖南省张家界市武陵源风景名胜区（三打白骨精），金鞭溪风景区（猴王初问世之花果山），新疆吐鲁番市高昌古城遗址（三借芭蕉扇），九寨沟、都江堰（错坠盘丝洞），湖南省冷水江市波月洞（猴王初问世之水帘洞、三打白骨精之白骨洞），贵州省安顺市镇宁布依族苗族自治县黄果树瀑布（水帘洞的洞前景），福建省武夷山（降服白龙马、观音传真言），内蒙古自治区锡林浩特市大草原（官封弼马温），青城山、峨眉山、秦皇岛市北戴河区（猴王初问世，偷吃人参果），云南石林（困囚五行山、智激美猴王、夺宝莲花洞），长白山（大战红孩儿），江苏省苏州市狮子林，盘门（趣经女儿国），山西省大同云岗石窟、太原市晋祠（扫塔辨奇冤），山东潍坊十笏园（高老庄），甚至有远赴泰国取景（天竺收玉兔、波生极乐天）。

## 后期制作、宣发及各集详情
第一部共25集，包括了小說中的74回。剧组于1982年2月25日成立。1982年7月试拍了试播集《除妖乌鸡国》，1982年10月1日该集在中国中央电视台播出。（该集在1986年重拍，其中仅保留了试拍版本的一小部分片段）
1982年至1985年拍完了该剧前十一集。1983年2月14日播出了《偷吃人参果》一集。1984年2月3日播出了《计收猪八戒》、《三打白骨精》两集。1985年2月21日播出了《祸起观音院》一集。1986年春节期间播出前十一集。片尾曲《敢问路在何方》由张暴默演唱。
1986年拍完了《夺宝莲花洞》、《除妖乌鸡国》（重拍）、《大战红孩儿》、《斗法降三怪》、《趣经女儿国》、《三调芭蕉扇》、《扫塔辨奇冤》、《误入小雷音》、《孙猴巧行医》共九集。
1987年春节期间，中国中央电视台播出事先录制的晚会《齐天乐》。
1987年拍完《错坠盘丝洞》、《四探无底洞》、《传艺玉华州》、《天竺收玉兔》、《波生极乐天》五集。 
1988年2月1日起，全劇共二十五集在中国中央电视台第一套节目完整播放。片尾曲《敢问路在何方》改由蒋大为演唱。
1988年6月15日，《西游记》剧组在新加坡演出圆满结束，共10场，场场爆满，获得新加坡媒体的好评。1988年8月，央视将《西游记》全集售给日本电视网；1989年1月25日，该片在日本全国电视网播出。
2005年7月27日起，全剧二十五集的缩编版本在中国中央电视台综合频道「精选剧场」时段播放，该版本将每集的片头长度调整为5秒左右、片尾长度调整为20秒左右，每集时长控制在45分钟之内。此后，中国中央电视台对该剧的重播均以此版本作为片源。
| 第一部分各集名稱 | 原著中的回數 | 時間長度 |
| ---------------- | ------------ | -------- |
| 1. 猴王初問世    | 1-2          | 44 分鐘  |
| 2. 官封弼馬溫    | 2-4          | 49 分鐘  |
| 3. 大聖鬧天宮    | 4-7          | 61 分鐘  |
| 4. 困囚五行山    | 7-9, 12-13   | 49 分鐘  |
| 5. 猴王保唐僧    | 13-15        | 55 分鐘  |
| 6. 禍起觀音院    | 16-17        | 46 分鐘  |
| 7. 計收豬八戒    | 18-19        | 55 分鐘  |
| 8. 坎途逢三難    | 20-24        | 54 分鐘  |
| 9. 偷吃人蔘果    | 24-26        | 55 分鐘  |
| 10. 三打白骨精   | 27           | 53 分鐘  |
| 11. 智激美猴王   | 28-31        | 57 分鐘  |
| 12. 奪寶蓮花洞   | 32-35        | 55 分鐘  |
| 13. 除妖烏雞國   | 36-39        | 63 分鐘  |
| 14. 大戰紅孩兒   | 40-42        | 46 分鐘  |
| 15. 鬥法降三怪   | 44-46        | 65 分鐘  |
| 16. 趣經女兒國   | 53-55        | 64 分鐘  |
| 17. 三調芭蕉扇   | 59-61        | 55 分鐘  |
| 18. 掃塔辨奇冤   | 62-63        | 60 分鐘  |
| 19. 誤入小雷音   | 64-66        | 61 分鐘  |
| 20. 孫猴巧行醫   | 68-71        | 60 分鐘  |
| 21. 錯墜盤絲洞   | 72-73        | 62 分鐘  |
| 22. 四探無底洞   | 80-83        | 67 分鐘  |
| 23. 傳藝玉華州   | 84-85, 88-90 | 63 分鐘  |
| 24. 天竺收玉兔   | 93-95        | 51 分鐘  |
| 25. 波生極樂天   | 98-100       | 56 分鐘  |

第二部有16集，包括小說中的25回。1998年7月開拍，1999年拍攝完畢。2000年春节期间（2月8日至2月22日）按以下16集的顺序首播，16集首播结束后又重新剪辑为15集，其中《险渡通天河》被调整为第三集，《遇仙孔雀台》一集被删去，部分内容被整合进第四集《受阻狮驼岭》，而《观灯金平府》一集被移至《救难小儿城》（调整后第12集）和《缉盜菩提域》（第14集）之间。15集版本为中国中央电视台重播该剧时专用，录像带编号为Z018719－Z018733，并被标记为「播出版不外借」，其他电视台重播该剧时仍采用16集版本。
| 第二部分各集名稱 | 原著中的回數 | 時間長度 |
| ---------------- | ------------ | -------- |
| 1. 險渡通天河    | 100, 47-48   | 43 分鐘  |
| 2. 師徒生二心    | 49, 56-58    | 44 分鐘  |
| 3. 真假美猴王    | 58           | 44 分鐘  |
| 4. 受阻獅駝嶺    | 58,74        | 44 分鐘  |
| 5. 遇仙孔雀台    | 75-76        | 44 分鐘  |
| 6. 如來收大鵬    | 77,43        | 44 分鐘  |
| 7. 情斷黑水河    | 43,10        | 44 分鐘  |
| 8. 收伏青牛怪    | 50-51        | 44 分鐘  |
| 9. 祈雨鳳仙郡    | 52,87        | 44 分鐘  |
| 10. 大鬧披香殿   | 87,67        | 44 分鐘  |
| 11. 絕域變通途   | 67,86        | 44 分鐘  |
| 12. 淚灑隱霧山   | 86,78        | 44 分鐘  |
| 13. 救難小兒城   | 78-79        | 44 分鐘  |
| 14. 緝盜菩提域   | 79,88,96-97  | 44 分鐘  |
| 15. 還魂寇善人   | 97,91        | 44 分鐘  |
| 16. 觀燈金平府   | 91-92        | 43 分鐘  |

## 演职员

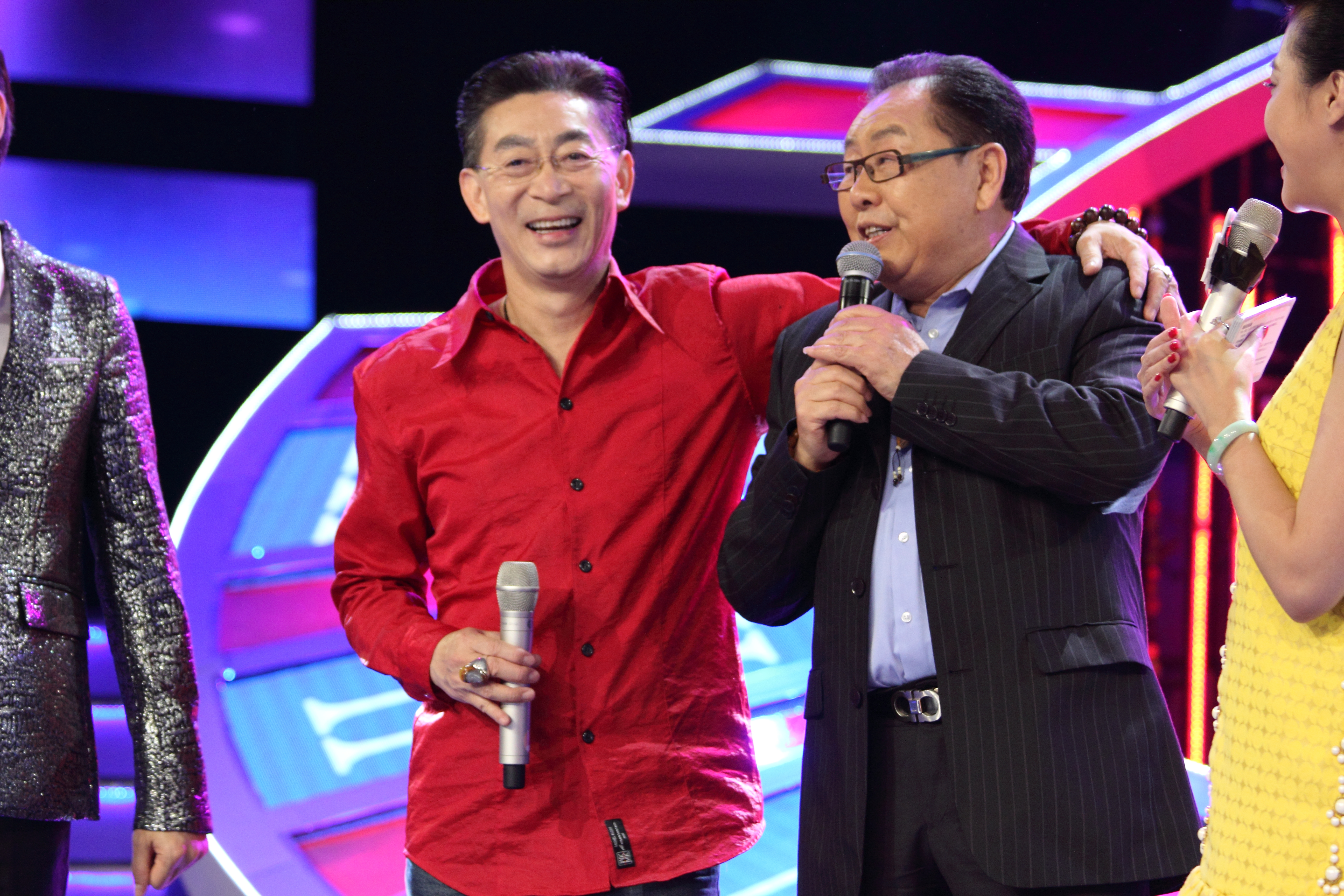
六小龄童和马德华（2014年）

本剧第一部分的演职员来自四面八方，其中大部分主要来自三个方面：一是供职于中国京剧院、北方昆曲剧院等单位的戏曲演职员，二是以北京人民艺术剧院为代表的话剧演职员，三是时年活跃于荧屏的影视演职员。另外，剧组中有部分来自于各地方文艺团体的专业演员，被称作班底演员。他们大部分时间都跟随剧组行动，主要担任拍摄过程中龙套角色的表演任务，并身兼场务、剧务等职务。如项汉、李建成、张寄蝶、杨斌、叶以萌等。

### 除妖乌鸡国（试拍）演职员（1982年）
“西游记”电视系列片 · 第十二集
除妖乌鸡国
中央电视台录制（试拍）
- 编剧：戴英禄、邹忆青
- 导演：杨洁、荀皓、任凤坡、董行佶
- 美术：马永红、彭曼丽、王如骏
- 服装设计：戈宝栋
- 化装：王希钟、崔洁
- 录像：王崇秋
- 录音：曾文济
- 剧务主任：曾心影
- 灯光：孙永福
- 武打设计：夏柏华

- 演员：
  - 孙悟空：六小龄童（章金莱）
  - 唐僧：汪粤
  - 猪八戒：马德华
  - 沙僧：闫怀礼
  - 国王：雷鸣
  - 太子：王海宁
  - 妖道：夏柏华
  - 王后：郑楚琪（此行未在宣传海报上出现、下同）
  - 太监：李建成
  - 童子：王羊

### 第一部分演员
第一部分的四众演员分别为：
| 角色   | 演员                                                                                            | 配音演员                              |
| ------ | ----------------------------------------------------------------------------------------------- | ------------------------------------- |
| 孙悟空 | 六小龄童                                                                                        | 李世宏、张涵予（第5集少数台词）、李扬 |
| 唐僧   | 汪粤（6、9、10、13集部分画面）、徐少华（4、5、7、8、11、12及14-16集）、迟重瑞（13集及17集以后） | 张云明                                |
| 猪八戒 | 马德华                                                                                          | 里坡、王玉立                          |
| 沙僧   | 闫怀礼、迟重瑞（23集部分画面）                                                                  | 闫怀礼                                |

由于本剧演员人数众多，而当时技术落后，电视字幕为手写，致使部分演员未收录到每集剧末的“演员表”中。下表所列角色中，凡带星号者为未出现于片末演员表中者。
| 第一部分各集名稱 | 角色                     | 演员 | 配音演员          |  |
| ---------------- | ------------------------ | --- | ----------------- |  |
| 1. 猴王初问世    | 孙悟空                   | 六小龄童                                                                                                 | 李世宏            |  |
| 1. 猴王初问世    | 菩提祖师                 | 关云阶                                                                                                   | 王振泰            |  |
| 1. 猴王初问世    | 马猴                     | 项汉 |                   |  |
| 1. 猴王初问世    | 白毛猴                   | 马德华 汪粤*                                                                                             |                   |  |
| 1. 猴王初问世    | 玉皇大帝                 | 张玉善                                                                                                   |                   |  |
| 1. 猴王初问世    | 千里眼                   | 闫怀礼                                                                                                   | 闫怀礼            |  |
| 1. 猴王初问世    | 顺风耳                   | 项汉 |                   |  |
| 1. 猴王初问世    | 老店主                   | 李永贵                                                                                                   |                   |  |
| 1. 猴王初问世    | 堂官                     | 李连义                                                                                                   |                   |  |
| 1. 猴王初问世    | 太白金星*                | 王忠信                                                                                                   |                   |  |
| 1. 猴王初问世    | 托塔李天王*              | 王玉立                                                                                                   |                   |  |
| 1. 猴王初问世    | 卖艺人*                  | 闫怀礼                                                                                                   |                   |  |
| 1. 猴王初问世    | 卖鱼人*                  | 项汉 |                   |  |
| 1. 猴王初问世    | 妇女*                    | 马丽珠                                                                                                   |                   |  |
| 1. 猴王初问世    | 老汉*                    | 闫怀礼                                                                                                   | 里坡              |  |
| 1. 猴王初问世    | 樵夫*                    | ？ | 里坡              |  |
| 1. 猴王初问世    | 道童*                    | 白春香                                                                                                   |                   |  |
| 1. 猴王初问世    | 斜月三星洞众道士*        | 王文华、马德华、王浩、李扬、冯景山、王如启、沈慧芬、张瑞来、项汉、安云武 等                              |                   |  |
| 1. 猴王初问世    | 花果山众猴*              | 熊倪 等                                                                                                  |                   |  |
| 1. 猴王初问世    | 路人*                    | 蔡明森、董岱、马德华、马洋、郑越洋、林志谦、夏柏华、夏卫中、李连义、沈慧芬、李武、庄小东、钟新勇、汪粵等 |                   |  |
| 1. 猴王初问世    | 孙悟空（江中划船替身）*  | 刘江发                                                                                                   |                   |  |
| 2. 官封弼马温    | 孙悟空                   | 六小龄童                                                                                                 | 李世宏            |  |
| 2. 官封弼马温    | 太白金星                 | 王忠信                                                                                                   | 马德华            |  |
| 2. 官封弼马温    | 东海龙王                 | 李西京                                                                                                   |                   |  |
| 2. 官封弼马温    | 阎王                     | 刘江 | 王玉立            |  |
| 2. 官封弼马温    | 武曲星君                 | 王志善                                                                                                   |                   |  |
| 2. 官封弼马温    | 玉皇大帝                 | 张玉善                                                                                                   | 吴桂苓            |  |
| 2. 官封弼马温    | 混世魔王                 | 林志谦                                                                                                   |                   |  |
| 2. 官封弼马温    | 独角鬼王                 | 韩善续                                                                                                   | 里坡              |  |
| 2. 官封弼马温    | 牛魔王                   | 闫怀礼                                                                                                   | 赵汝平            |  |
| 2. 官封弼马温    | 马猴                     | 叶以萌                                                                                                   |                   |  |
| 2. 官封弼马温    | 白毛猴                   | 马德华                                                                                                   |                   |  |
| 2. 官封弼马温    | 巨灵神                   | 钱永康                                                                                                   |                   |  |
| 2. 官封弼马温    | 监丞                     | 闫怀礼                                                                                                   |                   |  |
| 2. 官封弼马温    | 监副                     | 张寄蝶                                                                                                   |                   |  |
| 2. 官封弼马温    | 托塔李天王               | 王玉立                                                                                                   |                   |  |
| 2. 官封弼马温    | 二东海龙女*              | ？ |                   |  |
| 2. 官封弼马温    | 东海龙婆*                | ？ |                   |  |
| 2. 官封弼马温    | 西海龙王*                | 闫怀礼                                                                                                   |                   |  |
| 2. 官封弼马温    | 南海龙王*                | 王玉立                                                                                                   |                   |  |
| 2. 官封弼马温    | 北海龙王*                | 王小颖                                                                                                   |                   |  |
| 2. 官封弼马温    | 黑白无常*                | 项汉 李建成                                                                                              |                   |  |
| 2. 官封弼马温    | 文判官*                  | 李鸿昌                                                                                                   |                   |  |
| 2. 官封弼马温    | 武判官*                  | 王小颖                                                                                                   |                   |  |
| 2. 官封弼马温    | 马面*                    | 李连义                                                                                                   |                   |  |
| 2. 官封弼马温    | 哪吒*                    | 艾金梅                                                                                                   |                   |  |
| 2. 官封弼马温    | 天蓬元帅*                | 马德华                                                                                                   | 里坡              |  |
| 2. 官封弼马温    | 天庭众仙*                | 徐少华、杨玉章、杨凌、佟伟华、张福全、李西京、李龙斌、林志谦、迟兆朋等                                   |                   |  |
| 3. 大圣闹天宫    | 孙悟空                   | 六小龄童                                                                                                 | 李世宏            |  |
| 3. 大圣闹天宫    | 玉皇大帝                 | 张玉善                                                                                                   | 吴桂苓            |  |
| 3. 大圣闹天宫    | 太上老君                 | 郑榕 |                   |  |
| 3. 大圣闹天宫    | 太白金星                 | 王忠信                                                                                                   | 马德华            |  |
| 3. 大圣闹天宫    | 二郎神                   | 林志谦                                                                                                   |                   |  |
| 3. 大圣闹天宫    | 哪吒                     | 艾金梅                                                                                                   |                   |  |
| 3. 大圣闹天宫    | 巨灵神                   | 钱永康                                                                                                   |                   |  |
| 3. 大圣闹天宫    | 托塔李天王               | 王玉立                                                                                                   | 韩善续            |  |
| 3. 大圣闹天宫    | 太乙真人                 | 朱秉谦                                                                                                   |                   |  |
| 3. 大圣闹天宫    | 观音                     | 左大玢                                                                                                   |                   |  |
| 3. 大圣闹天宫    | 千里眼                   | 闫怀礼                                                                                                   |                   |  |
| 3. 大圣闹天宫    | 顺风耳                   | 项汉 |                   |  |
| 3. 大圣闹天宫    | 灵吉菩萨                 | 郭威 |                   |  |
| 3. 大圣闹天宫    | 文殊菩萨                 | 赵权 |                   |  |
| 3. 大圣闹天宫    | 普贤菩萨                 | 迟兆朋                                                                                                   |                   |  |
| 3. 大圣闹天宫    | 福星                     | 安云武                                                                                                   |                   |  |
| 3. 大圣闹天宫    | 禄星                     | 李润生                                                                                                   |                   |  |
| 3. 大圣闹天宫    | 寿星                     | 杨玉章                                                                                                   |                   |  |
| 3. 大圣闹天宫    | 镇元大仙                 | 吴桂苓                                                                                                   |                   |  |
| 3. 大圣闹天宫    | 土地（蟠桃园土地）       | 孔芮 |                   |  |
| 3. 大圣闹天宫    | 七仙女                   | 王学勤（红衣仙女）、张燕燕（黄衣仙女）、姬洁（绿衣仙女）、刘虹（青衣仙女） ?                             |                   |  |
| 3. 大圣闹天宫    | 仙鹤                     | 张京棣                                                                                                   |                   |  |
| 3. 大圣闹天宫    | 王母*                    | 万馥香                                                                                                   | 陈阿喜            |  |
| 3. 大圣闹天宫    | 赤脚大仙*                | 韩善续                                                                                                   | 修宗迪            |  |
| 3. 大圣闹天宫    | 卷帘大将*                | 闫怀礼                                                                                                   |                   |  |
| 3. 大圣闹天宫    | 持国天王*                | 李建成                                                                                                   |                   |  |
| 3. 大圣闹天宫    | 增长天王*                | ？ |                   |  |
| 3. 大圣闹天宫    | 广目天王*                | ？ |                   |  |
| 3. 大圣闹天宫    | 多闻天王*                | 闫怀礼                                                                                                   |                   |  |
| 3. 大圣闹天宫    | 红衣童子*                | 许晴 |                   |  |
| 3. 大圣闹天宫    | 绿衣童子*                | 张立美                                                                                                   |                   |  |
| 4. 困囚五行山    | 孙悟空                   | 六小龄童                                                                                                 | 李世宏            |  |
| 4. 困囚五行山    | 唐僧                     | 徐少华                                                                                                   | 张云明            |  |
| 4. 困囚五行山    | 唐太宗                   | 张志明                                                                                                   | 赵小明            |  |
| 4. 困囚五行山    | 观音化身                 | 郭家庆                                                                                                   |                   |  |
| 4. 困囚五行山    | 陈光蕊                   | 徐少华                                                                                                   |                   |  |
| 4. 困囚五行山    | 殷小姐                   | 马兰 |                   |  |
| 4. 困囚五行山    | 刘洪                     | 韩善续                                                                                                   |                   |  |
| 4. 困囚五行山    | 茶房                     | 李建成                                                                                                   |                   |  |
| 4. 困囚五行山    | 观音                     | 左大玢 、马丽珠*（远景替身）                                                                             | 张筠英            |  |
| 4. 困囚五行山    | 玉皇大帝                 | 张玉善                                                                                                   | 吴桂苓            |  |
| 4. 困囚五行山    | 如来                     | 朱龙广                                                                                                   |                   |  |
| 4. 困囚五行山    | 王母                     | 万馥香                                                                                                   |                   |  |
| 4. 困囚五行山    | 嫦娥                     | 邱佩宁                                                                                                   |                   |  |
| 4. 困囚五行山    | 阿傩*                    | 张寄蝶                                                                                                   |                   |  |
| 4. 困囚五行山    | 牧童*                    | ？ | 王淑华？          |  |
| 4. 困囚五行山    | 唐僧（婴儿）*            | 胡雯倩                                                                                                   |                   |  |
| 4. 困囚五行山    | 唐僧（童年）*            | 王磊、蔡远航                                                                                             |                   |  |
| 4. 困囚五行山    | 金山寺长老*              | 黄钟 |                   |  |
| 4. 困囚五行山    | 渔夫*                    | ？ |                   |  |
| 4. 困囚五行山    | 天宫舞姬*                | 中国煤矿文工团舞蹈队（马羚等）                                                                           |                   |  |
| 4. 困囚五行山    | 大唐文官*                | 冯景山、李泰山、马德华、崔明伟等                                                                         |                   |  |
| 4. 困囚五行山    | 大唐武将*                | 韩善续、林志谦等                                                                                         |                   |  |
| 4. 困囚五行山    | 宫女*                    | 马丽珠、杨斌等                                                                                           |                   |  |
| 5. 猴王保唐僧    | 孙悟空                   | 六小龄童                                                                                                 | 李扬 李世宏       |  |
| 5. 猴王保唐僧    | 唐僧                     | 徐少华                                                                                                   | 张云明            |  |
| 5. 猴王保唐僧    | 观音                     | 左大玢                                                                                                   | 张筠英            |  |
| 5. 猴王保唐僧    | 小白龙                   | 王伯昭                                                                                                   |                   |  |
| 5. 猴王保唐僧    | 东海龙王                 | 李西京                                                                                                   | 赵小明            |  |
| 5. 猴王保唐僧    | 西海龙王                 | 闫怀礼                                                                                                   |                   |  |
| 5. 猴王保唐僧    | 九头虫                   | 李龙斌                                                                                                   |                   |  |
| 5. 猴王保唐僧    | 老头                     | 韩善续                                                                                                   |                   |  |
| 5. 猴王保唐僧    | 小男孩                   | 何义 |                   |  |
| 5. 猴王保唐僧    | 刘伯钦                   | 徐川 | 王玉立            |  |
| 5. 猴王保唐僧    | 强盗                     | 项汉、马德华、杨斌、何易、李润生、李连义                                                                 |                   |  |
| 5. 猴王保唐僧    | 万圣公主*                | 宋菊华                                                                                                   |                   |  |
| 6. 祸起观音院    | 孙悟空                   | 六小龄童                                                                                                 | 李扬              |  |
| 6. 祸起观音院    | 唐僧                     | 汪粤 | 张云明            |  |
| 6. 祸起观音院    | 金池长老                 | 程之 |                   |  |
| 6. 祸起观音院    | 广智和尚                 | 李永贵                                                                                                   |                   |  |
| 6. 祸起观音院    | 黑熊怪                   | 项汉 | 韩善续            |  |
| 6. 祸起观音院    | 观音菩萨                 | 左大玢                                                                                                   | 张筠英            |  |
| 6. 祸起观音院    | 广目天王                 | 林志谦                                                                                                   |                   |  |
| 6. 祸起观音院    | 凌虚子*                  | 程伟兵                                                                                                   |                   |  |
| 6. 祸起观音院    | 狗精*                    | 闫怀礼                                                                                                   |                   |  |
| 6. 祸起观音院    | 马精*                    | 李连义                                                                                                   |                   |  |
| 6. 祸起观音院    | 狐狸精*                  | 钟新勇                                                                                                   |                   |  |
| 6. 祸起观音院    | 耗子精*                  | 韩庚泽                                                                                                   |                   |  |
| 6. 祸起观音院    | 观音禅院众僧*            | 马德华、韩庚泽等                                                                                         |                   |  |
| 7. 计收猪八戒    | 孙悟空                   | 六小龄童                                                                                                 | 李扬              |  |
| 7. 计收猪八戒    | 猪八戒                   | 马德华                                                                                                   | 里坡              |  |
| 7. 计收猪八戒    | 唐僧                     | 徐少华                                                                                                   | 张云明            |  |
| 7. 计收猪八戒    | 壮汉·天蓬元帅            | 马德华                                                                                                   | 邹赫威            |  |
| 7. 计收猪八戒    | 高太公                   | 孔芮 |                   |  |
| 7. 计收猪八戒    | 高老太                   | 高玉倩                                                                                                   | 李文玲            |  |
| 7. 计收猪八戒    | 高小姐                   | 魏慧丽                                                                                                   | 申静              |  |
| 7. 计收猪八戒    | 高才                     | 项汉 |                   |  |
| 7. 计收猪八戒    | 地保                     | 张寄蝶                                                                                                   |                   |  |
| 7. 计收猪八戒    | 玉皇大帝                 | 张玉善                                                                                                   |                   |  |
| 7. 计收猪八戒    | 嫦娥                     | 邱佩宁                                                                                                   |                   |  |
| 7. 计收猪八戒    | 丫鬟*                    | 相玲 |                   |  |
| 7. 计收猪八戒    | 司仪*                    | 刘礼 |                   |  |
| 7. 计收猪八戒    | 傧相*                    | 李永贵                                                                                                   |                   |  |
| 7. 计收猪八戒    | 高家宾客*                | 六小龄童、刘礼、李诚儒等                                                                                 |                   |  |
| 8. 坎途逢三难    | 孙悟空                   | 六小龄童                                                                                                 | 李扬              |  |
| 8. 坎途逢三难    | 猪八戒                   | 马德华                                                                                                   | 里坡              |  |
| 8. 坎途逢三难    | 唐僧                     | 徐少华                                                                                                   | 张云明            |  |
| 8. 坎途逢三难    | 沙僧                     | 闫怀礼                                                                                                   |                   |  |
| 8. 坎途逢三难    | 黎山老母                 | 孙凤琴                                                                                                   |                   |  |
| 8. 坎途逢三难    | 黄风怪                   | 郭家庆                                                                                                   | 张涵予            |  |
| 8. 坎途逢三难    | 真真（观音化身）         | 沈慧芬                                                                                                   |                   |  |
| 8. 坎途逢三难    | 爱爱（普贤化身）         | 杨凤一                                                                                                   |                   |  |
| 8. 坎途逢三难    | 怜怜（文殊化身）         | 何晴 |                   |  |
| 8. 坎途逢三难    | 观音                     | 左大玢                                                                                                   |                   |  |
| 8. 坎途逢三难    | 灵吉                     | 任凤坡                                                                                                   |                   |  |
| 8. 坎途逢三难    | 木吒                     | 杨斌 |                   |  |
| 8. 坎途逢三难    | 仙女（黎山老母侍女化身） | 许晔 |                   |  |
| 8. 坎途逢三难    | 文殊                     | 赵权 |                   |  |
| 8. 坎途逢三难    | 普贤                     | 郭威 |                   |  |
| 8. 坎途逢三难    | 老虎精*                  | 李连义                                                                                                   |                   |  |
| 9. 偷吃人参果    | 孙悟空                   | 六小龄童                                                                                                 | 李扬              |  |
| 9. 偷吃人参果    | 猪八戒                   | 马德华                                                                                                   | 里坡              |  |
| 9. 偷吃人参果    | 唐僧                     | 汪粤 | 张云明            |  |
| 9. 偷吃人参果    | 沙僧                     | 闫怀礼                                                                                                   |                   |  |
| 9. 偷吃人参果    | 镇元大仙                 | 吴桂苓                                                                                                   |                   |  |
| 9. 偷吃人参果    | 清风                     | 蔡林 |                   |  |
| 9. 偷吃人参果    | 明月                     | 王羊 |                   |  |
| 9. 偷吃人参果    | 观音                     | 左大玢                                                                                                   |                   |  |
| 9. 偷吃人参果    | 土地（五庄观土地）       | 项汉 |                   |  |
| 9. 偷吃人参果    | 五庄观众道士*            | 刘劲 等                                                                                                  |                   |  |
| 9. 偷吃人参果    | 福星*                    | 安云武                                                                                                   |                   |  |
| 9. 偷吃人参果    | 禄星*                    | ？ |                   |  |
| 9. 偷吃人参果    | 寿星*                    | ？ | 董浩*             |  |
| 9. 偷吃人参果    | 黑熊怪*                  | 项汉 |                   |  |
| 10. 三打白骨精   | 孙悟空                   | 六小龄童                                                                                                 | 李扬              |  |
| 10. 三打白骨精   | 唐僧                     | 汪粤 | 张云明            |  |
| 10. 三打白骨精   | 猪八戒                   | 马德华                                                                                                   | 里坡              |  |
| 10. 三打白骨精   | 沙僧                     | 闫怀礼                                                                                                   |                   |  |
| 10. 三打白骨精   | 白骨精                   | 杨春霞                                                                                                   | 陈阿喜            |  |
| 10. 三打白骨精   | 老翁                     | 黄斐 | 车适              |  |
| 10. 三打白骨精   | 老妇                     | 刘惠明                                                                                                   |                   |  |
| 10. 三打白骨精   | 村姑                     | 杨俊 | 申静              |  |
| 10. 三打白骨精   | 黑狐精                   | 邱必昌                                                                                                   | 车适              |  |
| 10. 三打白骨精   | 骷髅精                   | 李连义、李润生                                                                                           | 张云明            |  |
| 11. 智激美猴王   | 孙悟空                   | 六小龄童                                                                                                 | 李扬              |  |
| 11. 智激美猴王   | 唐僧                     | 徐少华                                                                                                   | 张云明            |  |
| 11. 智激美猴王   | 猪八戒                   | 马德华                                                                                                   | 里坡              |  |
| 11. 智激美猴王   | 沙僧                     | 闫怀礼                                                                                                   |                   |  |
| 11. 智激美猴王   | 黄袍怪                   | 任凤坡                                                                                                   | 王玉立            |  |
| 11. 智激美猴王   | 国王（宝象国）           | 顾岚 | 吴桂苓            |  |
| 11. 智激美猴王   | 百花羞                   | 刘冰 | 陈阿喜            |  |
| 11. 智激美猴王   | 黑狐精                   | 韩凤侠（人形） 李鸿昌（狐形）                                                                            | 吕中 马德华       |  |
| 11. 智激美猴王   | 黄袍怪（化身）           | 杨树彪                                                                                                   |                   |  |
| 11. 智激美猴王   | 白龙马（化身）*          | 任文坚                                                                                                   |                   |  |
| 11. 智激美猴王   | 二十八宿*                | 杨树彪（饰奎木狼）等                                                                                     |                   |  |
| 12. 夺宝莲花洞   | 孙悟空                   | 六小龄童                                                                                                 | 李扬              |  |
| 12. 夺宝莲花洞   | 唐僧                     | 徐少华                                                                                                   | 张云明            |  |
| 12. 夺宝莲花洞   | 猪八戒                   | 马德华                                                                                                   | 里坡              |  |
| 12. 夺宝莲花洞   | 沙僧                     | 闫怀礼                                                                                                   |                   |  |
| 12. 夺宝莲花洞   | 金角大王                 | 车晓彤                                                                                                   | 韩善续            |  |
| 12. 夺宝莲花洞   | 银角大王                 | 郭寿阳                                                                                                   | 王玉立            |  |
| 12. 夺宝莲花洞   | 道士                     | 六小龄童                                                                                                 |                   |  |
| 12. 夺宝莲花洞   | 精细鬼                   | 李建成                                                                                                   |                   |  |
| 12. 夺宝莲花洞   | 伶俐虫                   | 冀福纪                                                                                                   |                   |  |
| 12. 夺宝莲花洞   | 九尾狐                   | 六小龄童                                                                                                 |                   |  |
| 12. 夺宝莲花洞   | 哪吒                     | 杨斌 |                   |  |
| 12. 夺宝莲花洞   | 山神（平顶山山神）       | 马德华                                                                                                   |                   |  |
| 12. 夺宝莲花洞   | 银角大王化身*            | 郭寿阳                                                                                                   |                   |  |
| 12. 夺宝莲花洞   | 太上老君*                | 闫怀礼                                                                                                   |                   |  |
| 12. 夺宝莲花洞   | 二童子*                  | 胡梅玲 ？                                                                                                |                   |  |
| 13. 除妖乌鸡国   | 孙悟空                   | 六小龄童                                                                                                 | 李扬              |  |
| 13. 除妖乌鸡国   | 唐僧                     | 迟重瑞                                                                                                   | 张云明            |  |
| 13. 除妖乌鸡国   | 猪八戒                   | 马德华                                                                                                   | 里坡              |  |
| 13. 除妖乌鸡国   | 沙僧                     | 闫怀礼                                                                                                   |                   |  |
| 13. 除妖乌鸡国   | 国王（乌鸡国）           | 雷鸣 | 吴俊全            |  |
| 13. 除妖乌鸡国   | 王后                     | 向梅 | 周庆瑜            |  |
| 13. 除妖乌鸡国   | 太子                     | 王海宁                                                                                                   | 迟重瑞            |  |
| 13. 除妖乌鸡国   | 僧官                     | 赵广杉                                                                                                   |                   |  |
| 13. 除妖乌鸡国   | 井龙王                   | 迟重瑞                                                                                                   | 吴俊全            |  |
| 13. 除妖乌鸡国   | 太上老君                 | 郑榕 |                   |  |
| 13. 除妖乌鸡国   | 童子                     | 藤腾 |                   |  |
| 13. 除妖乌鸡国   | 妖道（狮猁王）           | 董洪林、夏柏华（部分画面）                                                                               |                   |  |
| 13. 除妖乌鸡国   | 太监                     | 李建成                                                                                                   |                   |  |
| 13. 除妖乌鸡国   | 文殊菩萨                 | 叶以萌                                                                                                   |                   |  |
| 13. 除妖乌鸡国   | 乌鸡国侍女*              | 丫丫 等                                                                                                  |                   |  |
| 14. 大战红孩儿   | 孙悟空                   | 六小龄童                                                                                                 | 李扬              |  |
| 14. 大战红孩儿   | 唐僧                     | 徐少华                                                                                                   | 张云明            |  |
| 14. 大战红孩儿   | 猪八戒                   | 马德华                                                                                                   | 里坡              |  |
| 14. 大战红孩儿   | 沙僧                     | 闫怀礼                                                                                                   |                   |  |
| 14. 大战红孩儿   | 红孩儿                   | 赵欣培                                                                                                   | 王雪纯            |  |
| 14. 大战红孩儿   | 观音                     | 左大玢                                                                                                   |                   |  |
| 14. 大战红孩儿   | 牛魔王                   | 王夫棠                                                                                                   |                   |  |
| 14. 大战红孩儿   | 土地甲                   | 项汉 |                   |  |
| 14. 大战红孩儿   | 土地乙                   | 徐霆雷                                                                                                   |                   |  |
| 14. 大战红孩儿   | 山神甲（号山）           | 李建成                                                                                                   |                   |  |
| 14. 大战红孩儿   | 山神乙（号山）           | 李安健                                                                                                   |                   |  |
| 14. 大战红孩儿   | 山神丙（号山）           | 张子月                                                                                                   |                   |  |
| 14. 大战红孩儿   | 龙王                     | 徐少华                                                                                                   |                   |  |
| 14. 大战红孩儿   | 红孩儿化身（假观音）*    | 左大玢                                                                                                   | 王淑华？          |  |
| 14. 大战红孩儿   | 急如火*                  | ？ |                   |  |
| 14. 大战红孩儿   | 快如风*                  | ？ |                   |  |
| 15. 斗法降三怪   | 孙悟空                   | 六小龄童                                                                                                 | 李扬              |  |
| 15. 斗法降三怪   | 唐僧                     | 徐少华                                                                                                   | 张云明            |  |
| 15. 斗法降三怪   | 猪八戒                   | 马德华                                                                                                   | 里坡              |  |
| 15. 斗法降三怪   | 沙僧                     | 闫怀礼                                                                                                   |                   |  |
| 15. 斗法降三怪   | 车迟国国王               | 赵玉秀                                                                                                   | 邹赫威            |  |
| 15. 斗法降三怪   | 车迟国王后               | 赵丽蓉                                                                                                   | 林茹              |  |
| 15. 斗法降三怪   | 虎力大仙                 | 刘勤 | 韩善续            |  |
| 15. 斗法降三怪   | 鹿力大仙                 | 曾革 |                   |  |
| 15. 斗法降三怪   | 羊力大仙                 | 蔡渝歌                                                                                                   | 车适              |  |
| 15. 斗法降三怪   | 二道士                   | 靳根戌 徐霆雷                                                                                            |                   |  |
| 15. 斗法降三怪   | 众僧*                    | 李建成 赵玉秀等                                                                                          |                   |  |
| 15. 斗法降三怪   | 云水全真*                | 六小龄童                                                                                                 |                   |  |
| 15. 斗法降三怪   | 元始天尊像*              | 六小齡童                                                                                                 |                   |  |
| 15. 斗法降三怪   | 太上老君像*              | 闫怀礼                                                                                                   |                   |  |
| 15. 斗法降三怪   | 灵宝道君像*              | 李建成                                                                                                   |                   |  |
| 15. 斗法降三怪   | 风婆婆*                  | 吕海玉                                                                                                   |                   |  |
| 15. 斗法降三怪   | 雷公*                    | 叶以萌                                                                                                   |                   |  |
| 15. 斗法降三怪   | 电母*                    | 杨肃 |                   |  |
| 15. 斗法降三怪   | 雨神*                    | 刘琳 |                   |  |
| 15. 斗法降三怪   | 小道士*                  | 徐霆雷                                                                                                   |                   |  |
| 15. 斗法降三怪   | 刽子手*                  | 刘礼 |                   |  |
| 16. 趣经女儿国   | 孙悟空                   | 六小龄童                                                                                                 | 李扬              |  |
| 16. 趣经女儿国   | 唐僧                     | 徐少华                                                                                                   | 张云明            |  |
| 16. 趣经女儿国   | 猪八戒                   | 马德华                                                                                                   | 里坡              |  |
| 16. 趣经女儿国   | 沙僧                     | 闫怀礼                                                                                                   |                   |  |
| 16. 趣经女儿国   | 女儿国王                 | 朱琳 | 周庆瑜            |  |
| 16. 趣经女儿国   | 女太师                   | 杨桂香                                                                                                   |                   |  |
| 16. 趣经女儿国   | 蝎子精                   | 李云鹃                                                                                                   |                   |  |
| 16. 趣经女儿国   | 如意真仙                 | 王德林                                                                                                   |                   |  |
| 16. 趣经女儿国   | 昴日星官                 | 徐冠春                                                                                                   |                   |  |
| 16. 趣经女儿国   | 女儿国居民、宫女等*      | 陶红珍、顾玲、王如丹等（苏州昆剧院参演）                                                                 |                   |  |
| 17. 三调芭蕉扇   | 孙悟空                   | 六小龄童                                                                                                 | 李扬              |  |
| 17. 三调芭蕉扇   | 唐僧                     | 迟重瑞                                                                                                   | 张云明            |  |
| 17. 三调芭蕉扇   | 猪八戒                   | 马德华                                                                                                   | 王玉立            |  |
| 17. 三调芭蕉扇   | 沙僧                     | 闫怀礼                                                                                                   |                   |  |
| 17. 三调芭蕉扇   | 铁扇公主                 | 王凤霞                                                                                                   | 陈阿喜            |  |
| 17. 三调芭蕉扇   | 牛魔王                   | 王夫棠                                                                                                   | 李立宏            |  |
| 17. 三调芭蕉扇   | 玉面狐狸                 | 郑益萍                                                                                                   | 杨冬雁            |  |
| 17. 三调芭蕉扇   | 土地佬（火焰山）         | 吉有 |                   |  |
| 17. 三调芭蕉扇   | 灵吉菩萨                 | 任凤坡                                                                                                   |                   |  |
| 17. 三调芭蕉扇   | 芭蕉洞女童*              | ？ |                   |  |
| 17. 三调芭蕉扇   | 哪吒*                    | 杨斌 |                   |  |
| 17. 三调芭蕉扇   | 老者*                    | 哈斯木                                                                                                   |                   |  |
| 17. 三调芭蕉扇   | 妇女*                    | 哈丹木                                                                                                   |                   |  |
| 17. 三调芭蕉扇   | 避水金睛兽*              | 任凤坡 、连治水                                                                                          |                   |  |
| 18. 扫塔辨奇冤   | 孙悟空                   | 六小龄童                                                                                                 | 李扬              |  |
| 18. 扫塔辨奇冤   | 唐僧                     | 迟重瑞                                                                                                   | 张云明            |  |
| 18. 扫塔辨奇冤   | 猪八戒                   | 马德华                                                                                                   | 里坡              |  |
| 18. 扫塔辨奇冤   | 沙僧                     | 闫怀礼                                                                                                   |                   |  |
| 18. 扫塔辨奇冤   | 小白龙                   | 王伯昭                                                                                                   |                   |  |
| 18. 扫塔辨奇冤   | 公主（万圣公主）         | 张青 | 陈阿喜            |  |
| 18. 扫塔辨奇冤   | 九头虫                   | 于伟杰                                                                                                   |                   |  |
| 18. 扫塔辨奇冤   | 龙王（万圣龙王）         | 赵保才                                                                                                   | 修宗迪            |  |
| 18. 扫塔辨奇冤   | 国王（祭赛国）           | 金刚 | 吴桂苓            |  |
| 18. 扫塔辨奇冤   | 老和尚（金光寺）         | 李凤春                                                                                                   |                   |  |
| 18. 扫塔辨奇冤   | 老方丈（金光寺）         | 李志毅                                                                                                   |                   |  |
| 18. 扫塔辨奇冤   | 二小和尚                 | 田江水 白建才                                                                                            |                   |  |
| 18. 扫塔辨奇冤   | 小和尚                   | 高冀峰                                                                                                   |                   |  |
| 18. 扫塔辨奇冤   | 二郎神                   | 林志谦                                                                                                   |                   |  |
| 18. 扫塔辨奇冤   | 奔波儿灞                 | 李建成                                                                                                   |                   |  |
| 18. 扫塔辨奇冤   | 灞波儿奔                 | 高保仲                                                                                                   |                   |  |
| 18. 扫塔辨奇冤   | 四外国使臣*              | 马德华 于虹 ？                                                                                           |                   |  |
| 18. 扫塔辨奇冤   | 四大臣*                  | 张晋 ？                                                                                                  |                   |  |
| 18. 扫塔辨奇冤   | 万圣公主二侍女*          | ？ |                   |  |
| 18. 扫塔辨奇冤   | 梅山六兄弟*              | ？ |                   |  |
| 19. 误入小雷音   | 孙悟空                   | 六小龄童                                                                                                 | 李扬              |  |
| 19. 误入小雷音   | 唐僧                     | 迟重瑞                                                                                                   | 张云明            |  |
| 19. 误入小雷音   | 猪八戒                   | 马德华                                                                                                   | 王玉立            |  |
| 19. 误入小雷音   | 沙僧                     | 闫怀礼                                                                                                   |                   |  |
| 19. 误入小雷音   | 黄眉妖王                 | 曹铎 | 张涵予            |  |
| 19. 误入小雷音   | 杏仙                     | 王苓华                                                                                                   |                   |  |
| 19. 误入小雷音   | 弥勒佛                   | 铁牛 |                   |  |
| 19. 误入小雷音   | 孤直公                   | 曹铎 |                   |  |
| 19. 误入小雷音   | 十八公                   | 野冰 |                   |  |
| 19. 误入小雷音   | 拂云叟                   | 李铁峰                                                                                                   |                   |  |
| 19. 误入小雷音   | 凌空子                   | 叶以萌                                                                                                   |                   |  |
| 19. 误入小雷音   | 看瓜老人                 | 铁牛 |                   |  |
| 19. 误入小雷音   | 鬼使                     | 李金水                                                                                                   |                   |  |
| 19. 误入小雷音   | 绿衣侍女*                | 黄青青                                                                                                   |                   |  |
| 19. 误入小雷音   | 黄衣侍女*                | 梁进 |                   |  |
| 19. 误入小雷音   | 二十八宿*                | 李建成（饰亢金龙）等                                                                                     |                   |  |
| 19. 误入小雷音   | 小雷音寺众罗汉*          | 周琦 等                                                                                                  |                   |  |
| 20. 孙猴巧行医   | 孙悟空                   | 六小龄童                                                                                                 | 李扬              |  |
| 20. 孙猴巧行医   | 唐僧                     | 迟重瑞                                                                                                   | 张云明            |  |
| 20. 孙猴巧行医   | 猪八戒                   | 马德华                                                                                                   | 里坡              |  |
| 20. 孙猴巧行医   | 沙僧                     | 闫怀礼                                                                                                   |                   |  |
| 20. 孙猴巧行医   | 朱紫国国王               | 龚鸣 | 李易              |  |
| 20. 孙猴巧行医   | 金圣宫娘娘               | 詹萍萍                                                                                                   | 陈阿喜            |  |
| 20. 孙猴巧行医   | 赛太岁                   | 王仁 马德华*（武戏替身）                                                                                 | 修宗迪            |  |
| 20. 孙猴巧行医   | 有来有去                 | 周财利                                                                                                   |                   |  |
| 20. 孙猴巧行医   | 老太监                   | 史崇仁                                                                                                   |                   |  |
| 20. 孙猴巧行医   | 紫阳真人                 | 韩韬 |                   |  |
| 20. 孙猴巧行医   | 老太医                   | 倪甫泉                                                                                                   |                   |  |
| 20. 孙猴巧行医   | 大臣                     | 李建良                                                                                                   |                   |  |
| 20. 孙猴巧行医   | 东海龙王*                | ？ |                   |  |
| 20. 孙猴巧行医   | 观音菩萨*                | 左大玢                                                                                                   | 张筠英            |  |
| 20. 孙猴巧行医   | 朱紫国商贩               | 刘礼 等                                                                                                  |                   |  |
| 21. 错坠盘丝洞   | 孙悟空                   | 六小龄童                                                                                                 | 李扬              |  |
| 21. 错坠盘丝洞   | 唐僧                     | 迟重瑞                                                                                                   | 张云明            |  |
| 21. 错坠盘丝洞   | 猪八戒                   | 马德华                                                                                                   | 王玉立            |  |
| 21. 错坠盘丝洞   | 沙僧                     | 闫怀礼                                                                                                   |                   |  |
| 21. 错坠盘丝洞   | 一蛛女                   | 姚嘉 | 滕腾 王羊 郑建初* |  |
| 21. 错坠盘丝洞   | 二蛛女                   | 刘倩 | 滕腾 王羊 郑建初* |  |
| 21. 错坠盘丝洞   | 三蛛女                   | 杜向惠                                                                                                   | 滕腾 王羊 郑建初* |  |
| 21. 错坠盘丝洞   | 四蛛女                   | 杨肃 | 滕腾 王羊 郑建初* |  |
| 21. 错坠盘丝洞   | 五蛛女                   | 阿芝诗玛                                                                                                 | 滕腾 王羊 郑建初* |  |
| 21. 错坠盘丝洞   | 六蛛女                   | 吕海玉                                                                                                   | 滕腾 王羊 郑建初* |  |
| 21. 错坠盘丝洞   | 七蛛女                   | 刘琳 | 滕腾 王羊 郑建初* |  |
| 21. 错坠盘丝洞   | 多目怪                   | 李鸿昌 叶以萌*（武戏替身）                                                                               |                   |  |
| 21. 错坠盘丝洞   | 毘兰婆                   | 杨琪敏                                                                                                   | 陈阿喜            |  |
| 21. 错坠盘丝洞   | 黎山老母化身             | 李恩琪                                                                                                   | 陈阿喜            |  |
| 21. 错坠盘丝洞   | 小道士                   | 杨斌 徐霆雷                                                                                              |                   |  |
| 22. 四探无底洞   | 孙悟空                   | 六小龄童                                                                                                 | 李扬              |  |
| 22. 四探无底洞   | 唐僧                     | 迟重瑞                                                                                                   | 张云明            |  |
| 22. 四探无底洞   | 猪八戒                   | 马德华                                                                                                   | 王玉立            |  |
| 22. 四探无底洞   | 沙僧                     | 闫怀礼                                                                                                   |                   |  |
| 22. 四探无底洞   | 鼠精                     | 常青 | 陈阿喜            |  |
| 22. 四探无底洞   | 大喇嘛                   | 王捷 |                   |  |
| 22. 四探无底洞   | 小喇嘛                   | 李志雄                                                                                                   |                   |  |
| 22. 四探无底洞   | 主持                     | 吴棠 | 李立宏            |  |
| 22. 四探无底洞   | 妖女                     | 于雪梅 姜秀华                                                                                            |                   |  |
| 22. 四探无底洞   | 李天王                   | 王玉立                                                                                                   |                   |  |
| 22. 四探无底洞   | 哪吒                     | 杨斌 |                   |  |
| 22. 四探无底洞   | 玉帝                     | 张玉善                                                                                                   |                   |  |
| 22. 四探无底洞   | 太白金星                 | 王忠信                                                                                                   |                   |  |
| 23. 传艺玉华州   | 孙悟空                   | 六小龄童                                                                                                 | 李扬              |  |
| 23. 传艺玉华州   | 唐僧                     | 迟重瑞                                                                                                   | 张云明            |  |
| 23. 传艺玉华州   | 猪八戒                   | 马德华                                                                                                   | 里坡              |  |
| 23. 传艺玉华州   | 沙僧                     | 闫怀礼 迟重瑞*（替身）                                                                                   |                   |  |
| 23. 传艺玉华州   | 国王（玉华洲）           | 尼格木图                                                                                                 | 李立宏            |  |
| 23. 传艺玉华州   | 大太子                   | 张阳 | 李立宏            |  |
| 23. 传艺玉华州   | 二太子                   | 叶以萌                                                                                                   |                   |  |
| 23. 传艺玉华州   | 三太子                   | 杨斌 |                   |  |
| 23. 传艺玉华州   | 王小二                   | 龚鸣 |                   |  |
| 23. 传艺玉华州   | 王小二妻                 | 曲英莲                                                                                                   |                   |  |
| 23. 传艺玉华州   | 赵母                     | 陈庆平                                                                                                   |                   |  |
| 23. 传艺玉华州   | 王后                     | 杨玉敏                                                                                                   | 赵佳莹            |  |
| 23. 传艺玉华州   | 黄狮精                   | 项汉 | 张涵予            |  |
| 23. 传艺玉华州   | 九灵元圣                 | 李建成                                                                                                   |                   |  |
| 23. 传艺玉华州   | 刁钻古怪                 | 沙杰 | 张涵予            |  |
| 23. 传艺玉华州   | 古怪刁钻                 | 何易 |                   |  |
| 23. 传艺玉华州   | 太乙天尊                 | 朱秉谦                                                                                                   |                   |  |
| 23. 传艺玉华州   | 二和尚*                  | ？ |                   |  |
| 23. 传艺玉华州   | 三客商*                  | 项汉 李鸿昌 ？                                                                                           |                   |  |
| 23. 传艺玉华州   | 孙悟空化身（和尚）*      | ？ |                   |  |
| 23. 传艺玉华州   | 四大臣*                  | ？ |                   |  |
| 23. 传艺玉华州   | 赤脚大仙*                | 靳根戌                                                                                                   |                   |  |
| 23. 传艺玉华州   | 童子*                    | ？ |                   |  |
| 23. 传艺玉华州   | 柜中和尚*                | 赵学林                                                                                                   |                   |  |
| 24. 天竺收玉兔   | 孙悟空                   | 六小龄童                                                                                                 | 李扬              |  |
| 24. 天竺收玉兔   | 唐僧                     | 迟重瑞                                                                                                   | 张云明            |  |
| 24. 天竺收玉兔   | 猪八戒                   | 马德华                                                                                                   | 王玉立            |  |
| 24. 天竺收玉兔   | 沙僧                     | 闫怀礼                                                                                                   |                   |  |
| 24. 天竺收玉兔   | 玉兔                     | 李玲玉、 庄云(骑象替身)* 、徐霆雷(跳窗替身)*                                                             | 陈阿喜            |  |
| 24. 天竺收玉兔   | 公主                     | 李玲玉 、马丽珠(落水替身)*                                                                               | 陈阿喜            |  |
| 24. 天竺收玉兔   | 国王                     | 王瞳 | 李易              |  |
| 24. 天竺收玉兔   | 老僧                     | 任凤坡                                                                                                   |                   |  |
| 24. 天竺收玉兔   | 嫦娥                     | 邱佩宁                                                                                                   |                   |  |
| 24. 天竺收玉兔   | 广目天王                 | 林志谦                                                                                                   |                   |  |
| 24. 天竺收玉兔   | 王后*                    | 于虹 |                   |  |
| 24. 天竺收玉兔   | 王宫门卫*                | 冯景山                                                                                                   | 张涵予*           |  |
| 24. 天竺收玉兔   | 孙悟空化身（老婆婆）*    | 曲瑞 |                   |  |
| 24. 天竺收玉兔   | 孙悟空化身（公主）*      | 李玲玉                                                                                                   | 陈阿喜            |  |
| 25. 波生极乐天   | 孙悟空                   | 六小龄童                                                                                                 | 李扬              |  |
| 25. 波生极乐天   | 唐僧                     | 迟重瑞                                                                                                   | 张云明            |  |
| 25. 波生极乐天   | 猪八戒                   | 马德华                                                                                                   | 王玉立            |  |
| 25. 波生极乐天   | 沙僧                     | 闫怀礼                                                                                                   |                   |  |
| 25. 波生极乐天   | 如来佛祖                 | 朱龙广                                                                                                   |                   |  |
| 25. 波生极乐天   | 观音菩萨                 | 左大玢                                                                                                   |                   |  |
| 25. 波生极乐天   | 弥勒佛                   | 铁牛 |                   |  |
| 25. 波生极乐天   | 阿傩                     | 项汉 | 张潮              |  |
| 25. 波生极乐天   | 迦叶                     | 李建成                                                                                                   |                   |  |
| 25. 波生极乐天   | 金顶大仙                 | 王希钟                                                                                                   | 张潮              |  |
| 25. 波生极乐天   | 灵吉菩萨                 | 任凤坡                                                                                                   |                   |  |
| 25. 波生极乐天   | 普贤菩萨                 | 靳根戌                                                                                                   |                   |  |
| 25. 波生极乐天   | 文殊菩萨                 | 叶以萌                                                                                                   |                   |  |
| 25. 波生极乐天   | 唐王                     | 张志明                                                                                                   |                   |  |
| 25. 波生极乐天   | 撑船人                   | 李鸿昌                                                                                                   |                   |  |
| 25. 波生极乐天   | 十八罗汉*                | 何诚富（饰 长眉罗汉）、杨斌、全解放等                                                                    |                   |  |
| 25. 波生极乐天   | 大鹏尊者*                | —— | 李扬              |  |
| 25. 波生极乐天   | 老鼋*                    | —— |                   |  |

### 第二部分演员
第二部分的四众演员分别为：
| 角色   | 演员                              | 配音演员 |
| ------ | --------------------------------- | -------- |
| 孙悟空 | 六小龄童                          | 李扬     |
| 唐僧   | 徐少华（1-8集）、迟重瑞（8-16集） | 张云明   |
| 猪八戒 | 崔景富                            | 里坡     |
| 沙僧   | 刘大刚                            | 齐克建   |

下表所列角色中，凡带星号者为未出现于片末演员表中者。
| 角色                                 | 演员                       | 配音演员 |
| ------------------------------------ | -------------------------- | -------- |
| 唐太宗                               | 张志明（同第一部分）       | 陆揆     |
| 太上老君                             | 郑榕（同第一部分）         | 齐克建   |
| 如来佛祖                             | 朱龙广（同第一部分）       | 刘润成   |
| 观音菩萨                             | 左大玢（同第一部分）       |          |
| 阎王                                 | 刘江（同第一部分）         |          |
| 太白金星                             | 王忠信（同第一部分）       |          |
| 玉皇大帝                             | 王卫国                     | 王卫国   |
| 陈清                                 | 张万昆                     |          |
| 陈澄妻                               | 张文惠                     |          |
| 陈关保                               | 刘飒                       |          |
| 一秤金                               | 侯磊                       | 纪元     |
| 灵感大王                             | 王立敏                     |          |
| 斑衣鳜婆                             | 姬玉                       |          |
| 老鼋                                 | 兰法庆                     | 张彭     |
| 木吒                                 | 张芬                       |          |
| 净瓶龙女*                            | 裘丹莉                     |          |
| 杨老汉                               | 张自强                     |          |
| 杨老汉妻                             | 张学勤                     |          |
| 杨老汉子                             | 关效宇                     |          |
| 杨老汉儿媳                           | 杨兴仪                     |          |
| 强盗头                               | 姜豹洪                     |          |
| 六耳猕猴                             | 六小龄童、丁健*            | 李扬     |
| 马猴                                 | 姜豹洪                     |          |
| 东海龙王                             | 崔景富                     |          |
| 谛听                                 | 刘大刚                     | 陆揆     |
| 青狮                                 | 贾石头                     | 刘润成   |
| 白象                                 | 王卫国                     |          |
| 金翅大鹏雕                           | 郭军                       |          |
| 孔雀公主                             | 金巧巧                     |          |
| 小钻风                               | 蓝家富                     | 张彭     |
| 总钻风*                              | 六小龄童                   | 张彭     |
| 喜鹊                                 | 朱丹                       |          |
| 白无常*                              | 六小龄童                   | 李扬     |
| 鼍龙                                 | 安亚平                     |          |
| 黑水河公主                           | 杨静                       | 邓小鸥   |
| 摩昂太子                             | 曹荣                       |          |
| 泾河龙王                             | 李洪涛                     | 齐克建   |
| 袁守诚                               | 周正                       |          |
| 黑水河神                             | 葛志兴                     |          |
| 渔翁                                 | 李鸿昌（两部分均参演）     |          |
| 北海龙王                             | 刘大刚                     |          |
| 西海龙王                             | 迟国栋                     |          |
| 青牛怪                               | 李洪涛                     | 刘润成   |
| 托塔天王                             | 陈仲生                     |          |
| 哪吒                                 | 朱琴、王威                 |          |
| 火德星君                             | 丁健                       |          |
| 水德星君                             | 马增寿                     |          |
| 四天师（张道陵、葛洪、许逊、邱弘济） | 王辉、张伟、赵顺增、孙记风 |          |
| 金兜山土地                           | 倪甫泉                     |          |
| 仙童                                 | 温翔                       |          |
| 凤仙郡郡侯                           | 谭非翎                     |          |
| 凤仙郡土地                           | 倪甫泉                     |          |
| 凤仙郡老者                           | 金六一                     |          |
| 凤仙郡郡侯妻                         | 翟月荣                     |          |
| 凤仙郡村女                           | 吴素英                     |          |
| 凤仙郡青年                           | 薛永良                     |          |
| 风婆婆                               | 沙林                       |          |
| 电母                                 | 张丹丹                     |          |
| 陀罗庄李老汉                         | 杨子纯                     | 程寅     |
| 李老汉妻                             | 薛纯玉                     |          |
| 红蟒精                               | 博弘                       | 邓小鸥   |
| 李老汉儿                             | 张平生                     |          |
| 隐雾山樵子                           | 张扬（两部分均参演）       |          |
| 隐雾山樵子妻                         | 邓英                       |          |
| 南山大王                             | 武志勇                     | 李立宏   |
| 铁背苍狼                             | 兰法庆                     |          |
| 老婆婆                               | 于万玲                     |          |
| 比丘国驿官                           | 李鸿昌（两部分均参演）     | 刘润成   |
| 比丘国国王                           | 王鹰                       |          |
| 白面狐                               | 虞梦                       | 邓小鸥   |
| 白鹿精                               | 刘劲                       |          |
| 妖道                                 | 仇永力                     |          |
| 比丘国卫士长                         | 徐建生                     |          |
| 寿星*                                | 蔡广庆                     |          |
| 寇员外                               | 蔡广庆                     | 程寅     |
| 二夫人                               | 王美虹                     |          |
| 朱丽亚                               | 王霞                       |          |
| 沃斯                                 | 束薪                       |          |
| 寇府大管家                           | 陈健                       |          |
| 慧儿                                 | 张昆武                     | 张彭     |
| 铜台府刺史                           | 黄宗洛                     |          |
| 文判官                               | 李小波                     |          |
| 金平府方丈                           | 仲长德                     |          |
| 辟寒大王                             | 陈大中                     | 刘润成   |
| 辟暑大王                             | 赵毅                       |          |
| 辟尘大王                             | 蔡渝歌（两部分均参演）     |          |
| 西海龙女                             | 刘丹                       |          |
| 角木蛟                               | 兰法庆                     |          |
| 斗木獬                               | 姜豹洪                     |          |
| 奎木狼                               | 徐建生                     |          |
| 井木犴                               | 李烁文                     |          |

### 第一部分职员
主要职员等信息如下：
- 原著：吴承恩
- 编剧：戴英禄 邹忆青 杨洁
- 导演：杨洁
- 摄像：王崇秋
- 副导演：荀皓 任凤坡（1-13集、16-20集、22-25集）荀皓（14集、15集）任凤坡（21集）
- 制片人：杨洁[55]
- 总监制：王枫 阮若琳[55]
- 中央电视台 中国电视剧制作中心 铁道部第十一工程局联合录制[55]

以下为各集其他职员等情况列表。
1. 猴王初问世
- 美术设计：马运洪 彭曼丽 郑越洋 李相铎 张霖 刘大健
- 录音合成：冯景山
- 拟音：王文华
- 照明：孙永福 丘权
- 人物造型设计：王希钟
- 服装设计：鄢修民
- 武打设计：夏柏华[56] 林志谦
- 场记：马丽珠 于虹
- 烟雾：刘礼
- 导演助理：王小颖
- 化妆：崔洁 张会坡 谢文娟 杨雪
- 服装：李宝祥 韩庚泽
- 道具：王如骏[57] 于连宝 李望同 甄志才
- 装置：张瑞来 李金弟 李明良
- 特技制作：崔健 栗小斌
- 音乐编辑：王文华
- 作词：阎肃[58]
- 作曲：许镜清
- 独唱：蒋大为
- 指挥：胡炳旭
- 演奏：中央芭蕾舞团管弦乐队
- 剧务：陈汉文 富小刚
- 剧务主任：曾心影 段小常
- 浙江新昌冰箱厂赞助[55]

2. 官封弼马温
- 美术设计：马运洪 彭曼丽 郑越洋 李相铎 张霖
- 美工：贺铁龙 王猛 刘方
- 照明：孙永福 朱希德 刘坚 贾永华
- 人物造型设计：王希钟
- 服装设计：鄢修民 王蕴琦
- 武打设计：林志谦 崔明伟
- 烟雾：刘礼
- 场记：马丽珠 于虹
- 导演助理：靳根戌
- 摄像助理：刘大健 唐继全
- 场务：李建成
- 化妆：崔洁 谢文娟 杨雪
- 服装：李宝祥 韩庚泽 陈铁山
- 道具：于连宝 甄志才 黄家雄
- 装置：张瑞来 李金弟 李明良
- 现场特技：李小争
- 特技制作：李弋 王巧红
- 音乐编辑：王文华
- 作词：阎肃[58]
- 作曲：许镜清
- 独唱：蒋大为
- 指挥：胡炳旭
- 演奏：中央芭蕾舞团乐队
- 剧务：肖建平 佟全东 蔡致平 何易
- 剧务副主任：李鸿昌
- 制片副主任：许德忠

3. 大圣闹天宫
- 美术设计：马运洪 彭曼丽 郑越洋 李相铎
- 录音合成：冯景山
- 拟音：王文华
- 照明：孙永福 朱希德 刘坚 贾永华
- 人物造型设计：王希钟
- 服装设计：鄢修民 王蕴琦
- 武打设计：林志谦 崔明伟
- 烟雾：刘礼
- 场记：马丽珠 于虹
- 导演助理：靳根戌
- 摄像助理：刘大健 唐继全
- 场务：李建成
- 化妆：崔洁 谢文娟 张会波 杨雪
- 服装：李宝祥 韩庚泽 陈铁山
- 道具：甄志才 于连宝 黄家雄
- 装置：张瑞来 李金弟 李明良
- 现场特技：李小争
- 特技制作：李弋 王巧红
- 音乐编辑：王文华
- 作词：阎肃[58]
- 作曲：许镜清
- 独唱：蒋大为
- 指挥：胡炳旭
- 演奏：中央芭蕾舞团乐队
- 音乐录音：梁柏强
- 剧务：肖建平 佟全东 蔡致平 何易 胡梅玲 骆敖清
- 剧务副主任：李鸿昌
- 制片副主任：许德忠

4. 困囚五行山
- 美术设计：马运洪 郑越洋 李相铎
- 录音合成：冯景山
- 拟音：王文华
- 照明：孙永福 朱希德 刘坚
- 人物造型设计：王希钟
- 服装设计：王蕴琦 孙绪平
- 烟雾：刘礼
- 场记：于虹 马丽珠
- 导演助理：靳根戌
- 摄像助理：刘大健 唐继全 张富河
- 场务：李建成
- 化妆：崔洁 谢文娟 张会波 杨雪
- 服装：李宝祥 韩庚泽
- 道具：于连宝 甄志才
- 装置：张瑞来 李金弟 李明良
- 特技制作：王巧红 李弋
- 音乐编辑：王文华
- 作词：阎肃[58]
- 作曲：许镜清
- 编舞：茅迪芳[59]
- 独唱：蒋大为 郁钧剑
- 舞蹈：中国煤矿文工团舞蹈队
- 指挥：胡炳旭
- 演奏：中央芭蕾舞团乐队
- 音乐录音：梁柏强
- 剧务：何易 李成儒 骆敖清 佟伟华
- 制片副主任：许德忠

5. 猴王保唐僧
- 美术设计：马运洪
- 美工：刘方
- 录音合成：冯景山
- 拟音：王文华
- 照明：孙永福 朱希德 刘坚
- 人物造型设计：王希钟
- 服装设计：王蕴琦
- 武打设计：林志谦
- 烟雾：刘礼
- 场记：李成儒
- 导演助理：靳根戌
- 摄像助理：刘大健 唐继全 张富河
- 化妆：崔洁 张会波 杨雪 谢文娟
- 服装：李宝祥 韩庚泽 丘兰
- 道具：于连宝 甄志才
- 置景：张瑞来 李明良 李金弟
- 录像：张玉志 姚平 陈荫川
- 特技制作：崔建 李弋 王巧红
- 音乐编辑：王文华
- 作词：阎肃[58]
- 作曲：许镜清
- 独唱：蒋大为 周立夫
- 舞蹈：中国煤矿文工团舞蹈队
- 指挥：胡炳旭
- 演奏：中央芭蕾舞团乐队
- 剧务：何易 佟伟华 董振会
- 剧务主任：许德忠

6. 祸起观音院
- 美术设计：马运洪 彭曼丽 郑越洋 李相铎 刘大健
- 录音合成：冯景山
- 拟音：王文华
- 照明：孙永福 丘权
- 人物造型设计：王希钟
- 服装设计：鄢修民
- 武打设计：夏柏华[56] 林志谦
- 场记：马丽珠
- 化妆：崔洁 张会波 陈菲 胡朝红
- 服装：李宝祥 韩庚泽
- 道具：王如骏[57] 张烈军
- 装置：张瑞来
- 录像：孙新苑 李建英 马宁东
- 特技制作：陈玉良 崔建
- 音乐编辑：王文华
- 作词：阎肃[58]
- 作曲：许镜清
- 指挥：胡炳旭
- 演奏：中央芭蕾舞团管弦乐队
- 剧务：陈汉文 富小刚
- 剧务主任：曾心影 段小常

7. 计收猪八戒
- 美术设计：马运洪 彭曼丽 郑越洋 李相铎
- 录音合成：冯景山 张建民
- 照明：孙永福 朱希德
- 人物造型设计：王希钟
- 服装设计：刘大健
- 武打设计：林志谦
- 烟雾：刘礼
- 场记：马丽珠
- 导演助理：靳根戌
- 摄像助理：张富河
- 化妆：张会波 崔洁 杨雪 黄丽丽 谢文娟
- 服装：李宝祥 韩庚泽
- 道具：李望同 于连宝
- 置景：张瑞来 李明良
- 录像：张玉志 姚平
- 音乐编辑：王文华
- 作词：阎肃[58]
- 作曲：许镜清
- 独唱：蒋大为
- 指挥：胡炳旭
- 演奏：中央芭蕾舞团管弦乐队
- 剧务：许德忠 富小刚 李成儒 尤世军 何易
- 剧务主任：曾心影 段小常
- 表演顾问：郑榕 唐远之[55]

8. 坎途逢三难
- 美术设计：马运洪 彭曼丽 郑越洋 李相铎
- 录音合成：冯景山
- 拟音：王文华
- 照明：孙永福 朱希德 刘坚
- 人物造型设计：王希钟
- 服装设计：王蕴琦
- 武打设计：林志谦
- 烟雾：刘礼
- 场记：于虹 马丽珠
- 导演助理：靳根戌
- 摄像助理：刘大健 唐继全 张富河
- 化妆：崔洁 谢文娟 张会波 杨雪
- 服装：李宝祥 韩庚泽 陈铁山
- 道具：于连宝 甄志才
- 现场特技：李小争
- 装置：张瑞来 李明良 李金弟
- 录像：张玉志 姚平
- 作词：阎肃[58]
- 作曲：许镜清
- 独唱：蒋大为
- 演奏：中央芭蕾舞团乐队
- 剧务：李成儒 何易 肖建平 佟全东 蔡致平
- 制片副主任： 许德忠
- 河南新乡第一建筑公司第三工程处、河南新乡动物园协助[55]

9. 偷吃人参果
- 美术设计：马运洪 彭曼丽 李相铎 刘大健
- 录音：冯景山 缪暑金 张建民
- 照明：孙永福 丘权
- 人物造型设计：王希钟
- 服装设计：葛宝栋 鄢修民
- 武打设计：夏柏华[56]
- 场记：马丽珠
- 化妆：崔洁 李雨 胡朝红 陈菲
- 服装：李宝祥 韩庚泽
- 道具：张烈军 李望同
- 装置：张瑞来
- 录像：韩小丁 孙新苑
- 特技制作：崔健
- 音乐编辑：王文华
- 作词：阎肃[58]
- 作曲：许镜清
- 独唱：蒋大为
- 指挥：胡炳旭
- 演奏：中央芭蕾舞团管弦乐队
- 剧务：吴世清 李成儒 宋敏
- 剧务主任：曾心影 段小常

10. 三打白骨精
- 美术设计：郑越洋 李相铎
- 录音：冯景山 张建民
- 照明：孙永福 朱希德
- 人物造型设计：王希钟
- 武打设计：夏柏华[56]
- 场记：马丽珠 沈慧芬
- 烟雾：刘礼
- 导演助理：王小颖
- 道具：张烈军 李望同
- 服装：李宝祥 韩庚泽
- 化妆：崔洁 张会坡 杨雪 黄莉莉
- 装置：张瑞来 李明良
- 录像：尹华林 钱金洋
- 音乐编辑：王文华
- 作词：阎肃[58]
- 作曲：许镜清
- 独唱：蒋大为 郁钧剑
- 指挥：胡炳旭
- 演奏：中央芭蕾舞团乐队
- 剧务：许德忠 李成儒 富小刚
- 剧务主任：曾心影 段小常

11. 智激美猴王
- 美术设计：郑越洋 李相铎
- 录音合成：冯景山
- 拟音：王文华
- 照明：杨宗浩 朱希德 刘坚 贾永华
- 人物造型设计：王希钟
- 服装设计：王蕴琦
- 武打设计：林志谦 崔明伟
- 舞蹈设计：汪碧云
- 场记：马丽珠 于虹
- 烟雾：刘礼
- 导演助理：靳根戌
- 摄像助理：刘大健 唐继全
- 场务：李建成
- 录像：高贵祥 姚平
- 化妆：杨雪 谢文娟 邓京平[60]
- 服装：李宝祥 韩庚泽 陈铁山
- 道具：甄志才 黄家雄
- 装置：张瑞来 李金弟 李明良
- 现场特技：李小争 孙世俊
- 特技制作：崔健 赖珊
- 音乐编辑：王文华
- 作词：阎肃[58]
- 作曲：许镜清
- 独唱：蒋大为
- 指挥：胡炳旭
- 演奏：中央芭蕾舞团管弦乐队
- 剧务：肖建平 佟全东 邹元建 蔡致平 胡梅玲
- 剧务副主任：李鸿昌
- 制片副主任：许德忠
- 云南昆明石林管理局 江西庐山植物园大力协助[55]

12. 夺宝莲花洞
- 美术设计：郑越洋 李相铎
- 录音：冯景山
- 拟音：王文华
- 灯光：朱希德 杨宗浩 刘坚 贾永华
- 人物造型设计：王希钟
- 服装设计：王蕴琦
- 武打设计：林志谦 崔明伟
- 场记： 于虹 马丽珠
- 烟雾：刘礼
- 导演助理：靳根戌
- 摄像助理：唐继全 刘大健
- 场务：李建成
- 化妆：谢文娟 杨雪 邓京平
- 服装：李宝祥 韩庚泽 陈铁山
- 道具：甄志才 黄家雄
- 装置：张瑞来 李明良 李金弟
- 现场特技：李小争 孙世俊
- 录像：高贵祥 姚平
- 特技制作：李弋 王巧红
- 音乐编辑：王文华
- 作词：阎肃[58]
- 作曲：许镜清
- 独唱：蒋大为
- 演奏：中央芭蕾舞团管弦乐队
- 指挥：胡炳旭
- 剧务：肖建平 蔡致平 骆敖清 董振忠
- 剧务副主任：李鸿昌
- 制片副主任：许德忠

13. 除妖乌鸡国
- 美术设计：马运洪 彭曼丽 郑越洋
- 美工：王伯平 董梦禹
- 录音：冯景山
- 拟音：王文华
- 灯光：朱希德 刘坚 王平 张军民
- 人物造型设计：王希钟
- 服装设计：王蕴琦
- 武打设计：董洪林
- 场记：于虹 马丽珠
- 烟雾：刘礼 董振惠
- 导演助理：靳根戌
- 摄像助理：唐继全 刘大健 闫肃
- 场务：李建成
- 化妆：崔洁 张兴华 杨雪
- 服装：李宝祥 韩庚泽 陈铁山
- 道具：甄志才 马树田
- 制景：徐晓光 吉有 徐永君
- 装置：张瑞来 李明良
- 现场特技：邓少生
- 录像：贾开宸 李志伟
- 特技制作：韩立梅 李弋
- 音乐编辑：王文华
- 作词：阎肃[58]
- 作曲：许镜清
- 独唱：蒋大为
- 指挥：胡炳旭
- 演奏：中央芭蕾舞团管弦乐队
- 剧务：肖建平 佟全东 蔡致平 邹元建 骆敖清
- 制片副主任：许德忠

14. 大战红孩儿
- 美术设计：马运洪
- 美工：王伯平 孙世俊
- 录音：冯景山
- 拟音：王文华
- 灯光：朱希德 刘坚 张军民
- 人物造型设计：王希钟
- 服装设计：王蕴琦
- 武打设计：项汉
- 场记：于虹 马丽珠
- 烟雾：刘礼 董振惠
- 导演助理：靳根戌
- 摄像助理：唐继全 刘大健 闫肃
- 场务：李建成
- 化妆：崔洁 杨雪 谢文娟 赵京豆
- 服装：李宝祥 韩庚泽 陈铁山
- 道具：甄志才 黄家雄 谭道
- 装置：李明良
- 现场特技：李小争
- 录像：高贵祥
- 特技制作：韩立梅
- 音乐编辑：王文华
- 作词：阎肃[58]
- 作曲：许镜清
- 独唱：蒋大为
- 演奏：中央芭蕾舞团管弦乐队
- 指挥：胡炳旭
- 剧务：张瑞来 邹元建 骆敖清 沙杰 肖建平 蔡致平
- 剧务副主任：李鸿昌
- 制片副主任：许德忠

15. 斗法降三怪
- 美术设计：李相铎 郑越洋
- 录音：冯景山
- 拟音：王文华
- 灯光：朱希德 刘坚 张军民 王平
- 人物造型设计：王希钟
- 服装设计：王蕴琦
- 场记：马丽珠 于虹
- 烟雾：刘礼 董振惠
- 导演助理：靳根戌
- 摄像助理：唐继全 刘大健 闫肃
- 场务：李建成
- 化妆：崔洁 杨雪 谢文娟
- 服装：李宝祥 韩庚泽 陈铁山
- 道具：甄志才
- 制景：张瑞来 李明良
- 现场特技：邓少生 李占华 徐万喜
- 录像：高贵祥 李志伟
- 特技制作：韩立梅 李弋
- 音乐编辑：王文华
- 作词：阎肃[58]
- 作曲：许镜清
- 独唱：蒋大为
- 演奏：中央芭蕾舞团管弦乐队
- 指挥：胡炳旭
- 剧务：肖建平 佟全东 蔡致平
- 制片副主任：许德忠

16. 趣经女儿国
- 美术设计：马运洪 李相铎 郑越洋
- 美工：王伯平 刘东风
- 录音：冯景山
- 拟音：王文华
- 灯光：朱希德 刘坚 王平 张军民
- 人物造型设计：王希钟
- 服装设计：王蕴琦
- 武打设计：林志谦
- 场记：于虹 马丽珠
- 烟雾：刘礼 董振惠
- 导演助理：靳根戌 经文珍
- 摄像助理：唐继全 刘大健 闫肃
- 场务：李建成
- 化妆：崔洁 杨雪 张兴华 谢文娟 宋世萍
- 服装：李宝祥 韩庚泽 陈铁山
- 道具：甄志才 谭道 马树田
- 制景：徐永军 徐晓光 董梦禹 李树春 王明成 吉有 金昌
- 装置：李金娣 张瑞来 李明良
- 现场特技：李小争 孙世俊
- 录像：高贵祥 李志伟
- 特技制作：王巧红 韩立梅
- 音乐编辑：王文华
- 音乐录音：胡小伟
- 作词：阎肃[58]
- 作曲：许镜清
- 独唱：蒋大为 吴静
- 演奏：中央芭蕾舞团管弦乐队
- 指挥：胡炳旭
- 剧务：肖建平 蔡致平 佟全东 骆敖清 胡梅玲
- 制片副主任：许德忠

17. 三调芭蕉扇
- 美术设计：马运洪
- 美工：王伯平 董梦禹 袁畴 李惠敏
- 录音：冯景山
- 拟音：王文华
- 灯光：朱希德 刘坚 王平 张军民
- 人物造型设计：王希钟
- 服装设计：王蕴琦
- 烟雾：刘礼 董振惠
- 场记：马丽珠 于虹
- 武打设计：项汉
- 导演助理：靳根戌
- 摄像助理：唐继全 刘大健 闫肃
- 场务：李建成
- 化妆：崔洁 张兴华 杨雪 邓京平 杨云菲
- 服装：李宝祥 韩庚泽 陈铁山
- 道具：甄志才 孙步云
- 制景：吉有 徐永君 徐永新 徐小光 许印良
- 现场特技：连志水 邓少生
- 录像：贾开宸 李志伟
- 特技制作：韩立梅 王巧红
- 音乐编辑：王文华
- 作词：阎肃[58]
- 作曲：许镜清
- 独唱：蒋大为
- 演奏：中央芭蕾舞团管弦乐队
- 指挥：胡炳旭
- 剧务：张肃 沙杰 蔡致平 骆敖清 胡梅玲
- 制片副主任：许德忠

18. 扫塔辨奇冤
- 美术设计：马运洪
- 美工：王伯平 董梦禹
- 录音：冯景山
- 拟音：王文华
- 灯光：朱希德 刘坚 王平
- 人物造型设计：王希钟
- 服装设计：王蕴琦
- 武打设计：董洪林
- 场记：马丽珠 于虹
- 烟雾：刘礼 董振惠
- 导演助理：靳根戌 经文珍
- 摄像助理：唐继全 刘大健 闫肃
- 场务：李建成
- 化妆：崔洁 张兴华 杨雪 邓京平 杨云菲
- 服装：李宝祥 韩庚泽 陈铁山
- 道具：甄志才 王义平
- 制景：吉有 徐永君 许印良 张瑞来
- 现场特技：邓少生 李占华 徐万喜
- 录像：李志伟 贾开宸
- 特技制作：李弋 韩立梅
- 音乐编辑：王文华
- 作词：阎肃[58]
- 作曲：许镜清
- 独唱：蒋大为 迟重瑞
- 演奏：中央芭蕾舞团管弦乐队
- 指挥：胡炳旭
- 剧务：张肃 佟全东 肖建平 骆敖清 蔡致平 邹元健
- 制片副主任：许德忠

19. 误入小雷音
- 美术设计：郑越洋 李相铎
- 美工：杨伟刚
- 录音：冯景山
- 拟音：王文华
- 灯光：朱希德 刘坚 张军民 王平
- 人物造型设计：王希钟
- 服装设计：王蕴琦
- 武打设计：林志谦 赵学林
- 场记： 于虹 马丽珠
- 烟雾：刘礼 董振惠
- 导演助理：靳根戌
- 副摄像：唐继全
- 摄像助理：刘大健 闫肃
- 场务：李建成
- 化妆：崔洁 张兴华 杨雪 邓京平 杨云菲
- 服装：李宝祥 韩庚泽 陈铁山
- 道具：甄志才 马树田 连治水
- 装置：张瑞来 李明良
- 录像：贾开宸 李志伟
- 特技制作：韩立梅 王巧红 崔健
- 音乐编辑：王文华
- 作词：阎肃[58]
- 作曲：许镜清
- 独唱：蒋大为
- 演奏：中央芭蕾舞团管弦乐队
- 指挥：胡炳旭
- 剧务：肖建平 佟全东 郭榛宗 胡梅玲 骆敖清
- 制片副主任：许德忠
- 山西大同矿务局协助拍摄[55]

20. 孙猴巧行医
- 美术设计：马运洪
- 美工：王伯平 袁畴 李惠敏 刘关雁
- 录音：冯景山
- 拟音：王文华
- 灯光：朱希德 刘坚 张军民 王平 张文学
- 人物造型设计：王希钟
- 服装设计：王蕴琦
- 武打设计：林志谦
- 场记：马丽珠 于虹
- 烟雾：刘礼 董振惠
- 导演助理：靳根戌
- 副摄像：唐继全
- 摄像助理：刘大健 闫肃
- 场务：李建成
- 化妆：崔洁 张兴华 杨雪 邓京平 杨云菲
- 服装：韩庚泽 李宝祥 陈铁山
- 道具：甄志才 孙步云
- 制景：徐小光 吉有 刘关雁 徐永君 徐永新 许印良
- 现场特技：邓少生 连治水
- 录像：李志伟 贾开宸
- 特技制作：王巧红 韩立梅
- 音乐编辑：王文华
- 作词：阎肃[58]
- 作曲：许镜清
- 独唱：蒋大为
- 演奏：中央芭蕾舞团管弦乐队
- 指挥：胡炳旭
- 剧务：沙杰 徐霆雷 张瑞来 郭臻宗 杨斌 王平
- 剧务副主任：李鸿昌
- 制片副主任：许德忠
- 山西大同矿务局协助拍摄[55]

21. 错坠盘丝洞
- 美术设计：李相铎 郑越洋
- 美工：郝立众 宋义扬
- 录音：冯景山
- 拟音：王文华
- 灯光：朱希德 刘坚 王平
- 人物造型设计：王希钟
- 服装设计：王蕴琦
- 武打设计：项汉
- 场记： 于虹 马丽珠
- 烟雾：刘礼 董振惠
- 导演助理：靳根戌
- 摄像助理：唐继全 刘大健 闫肃
- 场务：李建成
- 化妆：崔洁 张兴华 杨雪 杨云菲 邓京平 邓喜芳
- 服装：李宝祥 韩庚泽 陈铁山
- 道具：甄志才 孙步云
- 装置：张瑞来 李明良
- 现场特技：连治水 邓少生
- 录像：李志伟 贾开宸
- 特技制作：王巧红 韩立梅
- 音乐编辑：王文华
- 作词：阎肃[58]
- 作曲：许镜清
- 独唱：蒋大为
- 演奏：中央芭蕾舞团管弦乐队
- 指挥：胡炳旭
- 剧务：沙杰 徐霆雷 郭臻宗 蔡致平 邹元健
- 剧务副主任：李鸿昌
- 制片副主任：许德忠
- 山西大同矿务局协助拍摄[55]

22. 四探无底洞
- 美术设计：马运洪
- 美工：王伯平 袁畴 李惠敏 刘关雁
- 录音：冯景山
- 拟音：王文华
- 灯光：朱希德 刘坚 张军民 王平 张文学
- 人物造型设计：王希钟
- 服装设计：王蕴琦
- 武打设计：林志谦
- 场记：马丽珠 于虹
- 烟雾：刘礼 董振惠
- 导演助理：靳根戌
- 副摄像：唐继全
- 摄像助理：刘大健 闫肃
- 场务：李建成
- 化妆：崔洁 张兴华 杨雪 邓京平 杨云菲
- 服装：韩庚泽 李宝祥 陈铁山
- 道具：甄志才 孙步云
- 制景：徐小光 吉有 刘关雁 徐永君 徐永新 许印良
- 现场特技：邓少生 连治水
- 录像：李志伟 贾开宸
- 特技制作：王巧红 韩立梅
- 音乐编辑：王文华
- 作词：阎肃[58]
- 作曲：许镜清
- 独唱：蒋大为
- 演奏：中央芭蕾舞团管弦乐队
- 指挥：胡炳旭
- 剧务：沙杰 徐霆雷 张瑞来 郭臻宗 杨斌 王平
- 剧务副主任：李鸿昌
- 制片副主任：许德忠

23. 传艺玉华州
- 美术设计：李相铎 郑越洋
- 美工：张煜 王圣婴
- 录音：冯景山
- 拟音：王文华
- 灯光：朱希德 刘坚 张军民 王平
- 人物造型设计：王希钟
- 服装设计：王蕴琦
- 武打设计：林志谦 赵学林
- 场记： 于虹 马丽珠
- 烟雾：刘礼 董振惠
- 导演助理：靳根戌
- 摄像助理：唐继全 刘大健 闫肃
- 场务：李建成
- 化妆：崔洁 张兴华 杨雪 邓京平 杨云菲
- 服装：李宝祥 韩庚泽 陈铁山
- 道具：甄志才 孙步云 徐文光
- 装置：张瑞来 李明良
- 现场特技：连治水 邓少生
- 录像：梁福臻 吕春刚
- 特技制作：韩立梅 王巧红
- 音乐编辑：王文华
- 作词：阎肃[58]
- 作曲：许镜清
- 独唱：蒋大为
- 演奏：中央芭蕾舞团管弦乐队
- 指挥：胡炳旭
- 剧务：肖建平 邹元健 何易 李成儒 骆敖清 胡梅玲 郭榛宗
- 剧务副主任：李鸿昌
- 制片副主任：许德忠

24. 天竺收玉兔
- 美术设计：马运洪
- 美工：王伯平 袁畴 李惠敏
- 录音：冯景山
- 拟音：王文华
- 灯光：朱希德 刘坚 张军民 王平 张文学
- 人物造型设计：王希钟
- 服装设计：王蕴琦
- 武打设计：林志谦
- 场记：马丽珠 于虹
- 烟雾：刘礼 董振惠
- 导演助理：靳根戌
- 副摄像：唐继全
- 摄像助理：刘大健 闫肃
- 场务：李建成
- 化妆：崔洁 张兴华 杨雪 杨云菲 邓京平
- 服装：李宝祥 韩庚泽 陈铁山
- 道具：甄志才 孙步云 马树田
- 制景：吉有 徐小光 徐永君 徐永新 许印良 张瑞来
- 现场特技：连治水 邓少生
- 录像：李志伟 贾开宸
- 特技制作：王巧红 韩立梅
- 音乐编辑：王文华
- 音乐录音：梁伯强
- 作词：阎肃[58]
- 作曲：许镜清
- 独唱：蒋大为 李玲玉
- 演奏：中央芭蕾舞团管弦乐队
- 指挥：胡炳旭
- 剧务：沙杰 徐霆雷 杨斌 曹建军 蔡致平 邹元建
- 剧务副主任：李鸿昌
- 制片副主任：许德忠

25. 波生极乐天
- 美术设计：马运洪
- 美工：王伯平 袁畴 李惠敏
- 录音：冯景山
- 拟音：王文华
- 灯光：朱希德 刘坚 张军民 王平 张文学
- 人物造型设计：王希钟
- 服装设计：王蕴琦
- 武打设计：林志谦
- 场记：马丽珠 于虹
- 烟雾：刘礼 董振惠
- 导演助理：靳根戌
- 副摄像：唐继全
- 摄像助理：刘大健 闫肃
- 场务：李建成
- 化妆：崔洁 张兴华 杨雪 邓京平 杨云菲
- 服装：李宝祥 韩庚泽 陈铁山
- 道具：甄志才 孙步云
- 制景：徐小光 吉有 徐永君 徐永新 许印良
- 装置：张瑞来
- 现场特技：邓少生 连治水
- 录像：贾开宸 李志伟
- 特技制作：韩立梅 王巧红
- 音乐编辑：王文华
- 音乐录音：胡小炜
- 作词：阎肃[58]
- 作曲：许镜清
- 独唱：蒋大为 李静娴 叶茅
- 演奏：中央芭蕾舞团管弦乐队
- 指挥：胡炳旭
- 剧务：沙杰 徐霆雷 杨斌 曹建军
- 剧务副主任：李鸿昌
- 制片副主任：许德忠

### 第二部分职员
- 原著：吴承恩
- 总策划：杨伟光
- 总监制：赵化勇
- 出品人：胡恩
- 策划：张华山 谢丽虹 李功达
- 监制：刘宜勤 邹庆芳 王伟国 肖月桃 李汀
- 制片人：李治安 杨洁
- 总导演：杨洁
- 编剧：戴英禄 邹忆青 杨洁
- 导演 主摄像：王崇秋
- 动作导演：曹荣 林志谦
- 录音：赵静
- 责任编辑：陈嘉芹 汤津
- 美术设计：郑曰洋
- 人物造型：王希钟
- 副导演：武志勇 兰法庆 陈健 蔡渝歌 姜豹洪
- 摄像：唐继全
- 照明：马立志 王泽彬 李晓钟 成振华 彭杰 马晔太 刘建新 孙伟 李卫军
- 美术：李连生 张春生 付莉生 李涛 杨伟刚 田杰 高香哲
- 服装设计：王蕴琦 赵庆霞 王蕙君
- 化妆：吕小平 丫丫(杨云) 刘小东 杨文秋 王志光
- 道具：甘立 高峰 梁辉 邹柏华 韩以龙 焦志达 张平生
- 现场特技：刘绍春 储绪 刘洪海 孙全民

- 烟火：赵家生
- 服装：韩庚泽 彦平 王葳
- 场记：董捷 张英伟
- 剧照摄影：张保安
- 录像：高贵祥 刑英杰 安永茂 孙悦 王凤兰
- 制作统筹：孙新苑
- 视频技术：张平
- 音频技术：李琪 林智刚
- 视频制作：王巧红 杨伟东
- DME特技：王巧红 杨伟东 韩立梅 郑军
- 电脑特技监督：白小俊
- 电脑特技：潘韬 魏建军 张小强 潜雪芬 刘利 李欣 周卫东 邱锐 范杰
- 音乐录音：娄炜
- 作词：姚明 阎肃
- 作曲：姚明 许镜清
- 演唱：三叶草演唱组 蒋大为 陈小涛 张迈 潘军 迟重瑞
- 拟音：魏俊华 王继华
- 置景：黄明宪 李明良 曹昭明 祝学军
- 制片：蔡广庆 邬茜 刘长寿 黄孝 徐建生 赵为廉 杰华
- 剧务：常翔翔 李伟 邹宪文 郎宏 李古然 张克强 李烁文 齐君 王绍先
- 无锡中视影视基地股份有限公司 出品
- 中央电视台 中国电视剧制作中心 录制

## 原声带
该剧的音乐主要由许镜清创作。 它采用中国传统乐器与雅马哈DX7合成器和电子鼓的组合，风格是中国传统音乐、电子音乐及管弦乐的混合体，使其成为最早在中国大陆主流媒体播出的电子音乐作品之一。 在“中国传统故事”中使用被视为“西方”和“现代”的电子音乐曾在电视剧制作的播放时引起争议。

### 主题曲
- 《云荡荡 海茫茫》（张福全作曲，词作者不明，耿其昌演唱）：《除妖乌鸡国》（试拍）的主题歌。[64]
- 《百曲千折显精诚》（王立平作词作曲，吴雁泽演唱）：1984年《计收猪八戒》、《三打白骨精》两集首播、1985年《祸起观音院》首播时的主题歌（即片首曲。1984年《计收猪八戒》、《三打白骨精》两集首播片尾曲名字不详，张福全作曲，杨洁演唱。），后在1986年前11集全播时被《西游记序曲》取代。
- 《西游记序曲》 （许镜清作曲）：第一部分每集片首曲，1986年前11集全播时首次采用。曾有观众将该曲称为《云宫迅音》，但许镜清在2016年2月的一次采访中表示该序曲并没有具体名称。[65]而后许镜清在微博和音乐会上认可《云宫迅音》的名字[66]。
- 《敢问路在何方》（阎肃作词，许镜清作曲，蒋大为／张暴默演唱）：主题歌暨片尾曲。1985年《祸起观音院》首播、1986年前11集全播时均由张暴默演唱。1988年25集全播时改为蒋大为演唱。第二部分改用重新编曲的版本，仍作为片尾曲，蒋大为演唱。[67]
- 《孙悟空》（因葵作词，周啟生作曲，容錦昌演唱）：主题歌暨片头曲。该主题曲仅作为香港本港台首播时使用[68]。
- 《通天大道宽又阔》（姚明词曲，三叶草演唱组／崔京浩演唱）：2000年续集片头曲。片头实际播出的是三叶草版本，崔京浩版本作为插曲使用。歌曲中还出现了孙悟空配音者李扬的念白（“吃俺老孙一棒”和“俺老孙去也”）。
- 《庄严我神州大地》（姚明词曲，张迈演唱），2000年续集《还魂寇善人》片尾曲。

### 插曲
- 生无名本无姓（原名“齐天大圣孙悟空”）（付林、晓岭作词，许镜清作曲，黄小群演唱）：原第三集《大圣闹天宫》插曲，1986年前11集全播时播出。电视剧歌曲磁带中改为王小清演唱。
- 大圣歌（阎肃作词，许镜清作曲，胡寅寅演唱，2000年续集由羽·泉组合演唱）：第三集《大圣闹天宫》插曲，25集全播时取代了《生无名本无姓》。
- 他多想是棵小草（又名“被贬五行山”）（阎肃作词，许镜清作曲，丁小青演唱）：原第四集《困囚五行山》插曲，1986年前11集全播时播出。
- 五百年桑田沧海（阎肃作词，许镜清作曲，郁钧剑演唱）：第四集《困囚五行山》插曲，25集全播时取代了《他多想是棵小草》
- 走啊走（阎肃作词，许镜清作曲，周立夫/李静娴演唱）：第四集《困囚五行山》插曲。1986年前11集全播时由李静娴演唱。25集全播时改为周立夫演唱。
- 吹不散这点点愁（阎肃作词，许镜清作曲，郁钧剑演唱）：第十集《三打白骨精》插曲
- 女儿情（杨洁作词，许镜清作曲，吴静演唱）：第十六集《趣经女儿国》插曲
- 相见难别亦难（阎肃作词，许镜清作曲，吴静演唱）：第十六集《趣经女儿国》插曲，与《女儿情》曲调相似
- 晴空月儿明（阎肃作词，许镜清作曲，迟重瑞演唱，2000年续集由羽·泉组合演唱）：第十八集《扫塔辨奇冤》插曲
- 何必西天万里遥（阎肃作词，许镜清作曲，吴静演唱）：第十九集《误入小雷音》插曲
- 天竺少女（阎肃作词，许镜清作曲，李玲玉演唱）：第二十四集《天竺收玉兔》插曲
- 青青菩提树（阎肃作词，许镜清作曲，李静娴演唱）：第二十五集《波生极乐天》插曲
- 无底船歌（阎肃作词，许镜清作曲，叶茅演唱）：第二十五集《波生极乐天》插曲
- 取经归来（戴英禄作词，许镜清作曲，蒋大为演唱）：第二十五集《波生极乐天》插曲
- 就这样走（姚明词曲，陈小涛演唱）：2000年续集《真假美猴王》插曲
- 伴君常开花一朵（姚明词曲，潘军演唱）：2000年续集《受阻狮驼岭》插曲
- 看我跃马扬鞭（姚明词曲，迟重瑞演唱）：2000年续集《祈雨凤仙郡》插曲

### 伴奏音乐
- 欢乐的花果山（许镜清作曲）：第一集《猴王初问世》伴奏音乐。
- 逍遥自在的孙大圣（许镜清作曲）：第三集《大圣闹天宫》伴奏音乐。电视剧音乐磁带中收有王持久填词，张徐演唱的同曲调同名歌曲。
- 天宫舞曲（许镜清作曲）：电视剧音乐磁带中收有阎肃作词，吴静演唱的同曲调歌曲《嫦娥曲》
- 风雨行路难（许镜清作曲，男女声混合唱）
- 天府乐（姚明作曲：伴奏音乐)

## 齐天乐
齐天乐是《西游记》剧组于1987年春节前录制的一台春节晚会。该晚会在1987年1月29日即农历正月初一于中国中央电视台播出。
节目单
- 猪八戒放炮仗（迟重瑞（唐僧）、六小龄童（孙悟空）、马德华（猪八戒）、闫怀礼（沙和尚）表演）
- 众神仙、菩萨、龙王、妖怪魔头降临
- 各国君王代表队出场（旁白：孙正平；伴奏：花果山乐队）
  - 唐朝·上方大国（张志明饰李世民，韩善续饰刘洪）
  - 乌鸡国（向梅饰乌鸡国王后，王海宁饰乌鸡国太子）
  - 车迟国（赵玉秀饰车迟国王，赵丽蓉饰车迟国王后）
  - 朱紫国（龚鸣饰朱紫国王，詹萍萍饰金圣宫娘娘）
  - 女儿国（朱琳饰女儿国王）
  - 宝象国（顾岚饰宝象国王，刘冰饰百花羞）
  - 祭赛国（金刚饰祭赛国王）
  - 高老庄（孔芮饰高太公，高玉倩饰高老太，魏慧丽饰高小姐）
- 导演杨洁致辞
- 节目

1. 歌曲大联唱《贺新春》，表演者：剧组全体演员（各句歌词解析如下）
1、正月里来是新春（陕北民歌《打黄羊》暨民歌《拥军花鼓》曲调），迟重瑞（唐僧）、六小龄童（孙悟空）、马德华（猪八戒）、闫怀礼（沙和尚）领唱
2、我祝大家春节好（黄梅戏《天仙配》“夫妻双双把家还”选段曲调），马兰（殷小姐）、韩善续（刘洪）、迟重瑞（陈光蕊）演唱
3、我祝爷爷奶奶都是老寿星（东北民歌《月牙五更》曲调），赵欣培（红孩儿）、杨玉章（寿星）演唱
4、我祝小伙儿更风流（越剧《？》曲调），詹萍萍（金圣宫娘娘）、龚鸣（朱紫国王）演唱
5、我祝情侣们更相爱（江苏民歌《好一朵茉莉花》曲调），向梅（乌鸡国王后）、邱佩宁（嫦娥）演唱
6、我祝你们家家幸福美满（黄梅戏《夫妻观灯》曲调），孔芮（高太公）、高玉倩（高老太）、魏慧丽（高小姐）、项汉（高才）演唱
7、万事如意 百业振兴（江苏民歌《紫竹调》曲调），孙凤琴（黎山老母）、左大玢（观音菩萨）演唱
2. 《唐舞》，表演者：张京棣（仙鹤）
3. 小品，表演者：马德华（猪八戒） 韩善续（刘洪等）
4. 歌曲《王母咏叹调》，演唱者：万馥香（王母娘娘）
5. 小品，表演者：马德华（猪八戒） 王夫棠（牛魔王）
6. 歌曲《女儿情》（吴静演唱），《趣经女儿国》片断
7. 歌曲《欢乐就在今宵》（王苓华（杏仙）舞蹈，吴静演唱），《误入小雷音》片断
8. 歌曲《唐僧抒怀》，演唱者：迟重瑞（唐僧）
9. 相声，表演者：程之（金池长老） 曹铎（黄眉妖王）
10. 歌曲《五百年桑田沧海》，演唱者：郁钧剑
11. 《猴嬉》，表演者：六小龄童（孙悟空）
12. 故事《猴吃西瓜》，讲述者：闫怀礼（沙僧）
13. 歌曲《八戒之歌》 ，表演者：马德华（猪八戒） ；演唱者：马国光
14. 主题歌《敢问路在何方》，演唱者：蒋大为
15. 戏曲小品《柜中缘》，表演者：赵丽蓉（车迟国王后，饰刘母） 项汉（高才等，饰淘气） 杨俊（村姑，饰刘玉莲） 龚鸣（朱紫国王，饰岳雷） 李建成（九灵元圣等，饰差役） 沙杰（刁钻古怪等，饰差役）
16. 歌曲《大圣歌》，演唱者：胡寅寅

演职员

- 导演：杨洁
- 串联编辑：阎肃 杨洁
- 摄像：王崇秋 郑宏宇 唐继全 马连方
- 副导演：荀皓 任凤坡
- 美术设计：马运洪
- 灯光设计：丘权
- 录音：冯景山 于祥泉 胡晓纬
- 人物造型设计：王希钟
- 服装设计：王蕴绮
- 烟雾：刘礼
- 场记：马丽珠 杨斌
- 美工：王伯平 范广思 袁畴
- 制景：徐晓光 吉友 徐永君 邓少生 许印良
- 灯光：朱希德 尚大勇 刘坚 张军民 王平
- 化妆：崔洁 张兴华 黄莉莉 杨雪 邓京平 杨云菲
- 服装：李宝祥 韩庚泽 陈铁山
- 道具：甄志才 马树田 连治水 孙步云
- 导演助理：靳根戌 经文珍
- 剧照摄影：刘大健
- 录像：黄平刚 陈华 贾开宸
- 特技制作：李弋 蔡启华 昌力 李燕荣 韩立梅
- 音乐编辑：王文华
- 歌曲作词：阎肃 杨洁
- 作曲：许镜清
- 指挥：胡炳旭
- 演奏：中央芭蕾舞团乐队
- 剧务：何易 李成儒 肖建平 蔡致平 张肃 胡梅玲
- 剧务副主任：李鸿昌
- 制片副主任：许德忠
- 参加演出者：
铁　牛 马　兰 左大玢
王凤霞 吴桂苓 郭家庆
林志谦 叶以萌 李龙斌
孙凤琴 李西京 朱龙广
钱永康 张玉善 安云武
王志善 郭　威 赵　权
王玉立 曾　革 蔡渝歌
邱佩宁 杨玉章 赵欣培

## 奖项与提名
| 年份   | 颁奖典礼              | 奖项             | 作品               | 结果 |
| ------ | --------------------- | ---------------- | ------------------ | ---- |
| 1988年 | 第6届中国电视金鹰奖   | 最佳男主角       | 章金莱（六小龄童） | 獲獎 |
| 1988年 | 第8届中国电视剧飞天奖 | 长篇连续剧特别奖 |                    | 獲獎 |

## 中國境外的影響力
《西游记》被認為是中國最早成功走向海外的電視劇；缅甸、越南、泰国、新加坡、马来西亚、印尼、日本、韩国等亚洲国家都引进了该剧，并獲得好評。其中越南在1990年代初期引入了這部電視劇，之後在各種電視頻道上重播了數百次，每年的暑假期间越南都会重播该剧。孫悟空熱潮在國際上興起後，六小靈童成為了國際明星。

## 相关书籍
- 杨洁
  - 《敢问路在何方：我的30年西游路》（ISBN 9787539957883，江苏文艺出版社）
  - 《杨洁自述：我的九九八十一难》（ISBN 9787300183961，中国人民大学出版社）
- 王崇秋（本剧的摄像师）
  - 《1982版西游记拍摄档案》（ISBN 9787518420988，中国轻工业出版社）
  - 《《西游记》首播四十周年(1982-2022)纪念图鉴》（ISBN 9787106055646，中国电影出版社）

## 节目变迁
| 中国 中央电视台综合频道 精选剧场                 | 中国 中央电视台综合频道 精选剧场                 | 中国 中央电视台综合频道 精选剧场 |
| ------------------------------------------------ | ------------------------------------------------ | -------------------------------- |
|                                                  | 西游记（缩编版） （2005年7月27日－2005年8月4日） |                                  |
| 水浒传 （2005年7月12日－2005年7月26日）          | 红楼梦（缩编版） （2005年8月4日－2005年8月16日） |                                  |
| 重温经典频道 电视剧剧场一 週一至週日 19:00-21:00 |                                                  |                                  |
| 红楼梦 （2024.2.1 - 2024.2.18）                  | 西游记 （2024.2.19 - 2024.3.2）                  | 水浒传 （2024.3.2 - 2024.3.23）  |